# Mogliano Veneto
Mogliano Veneto (Mojan [moˈjaŋ] o [moˈd͡ʑaŋ] in veneto) è un comune italiano di 28 007 abitanti della provincia di Treviso in Veneto.

## Geografia fisica

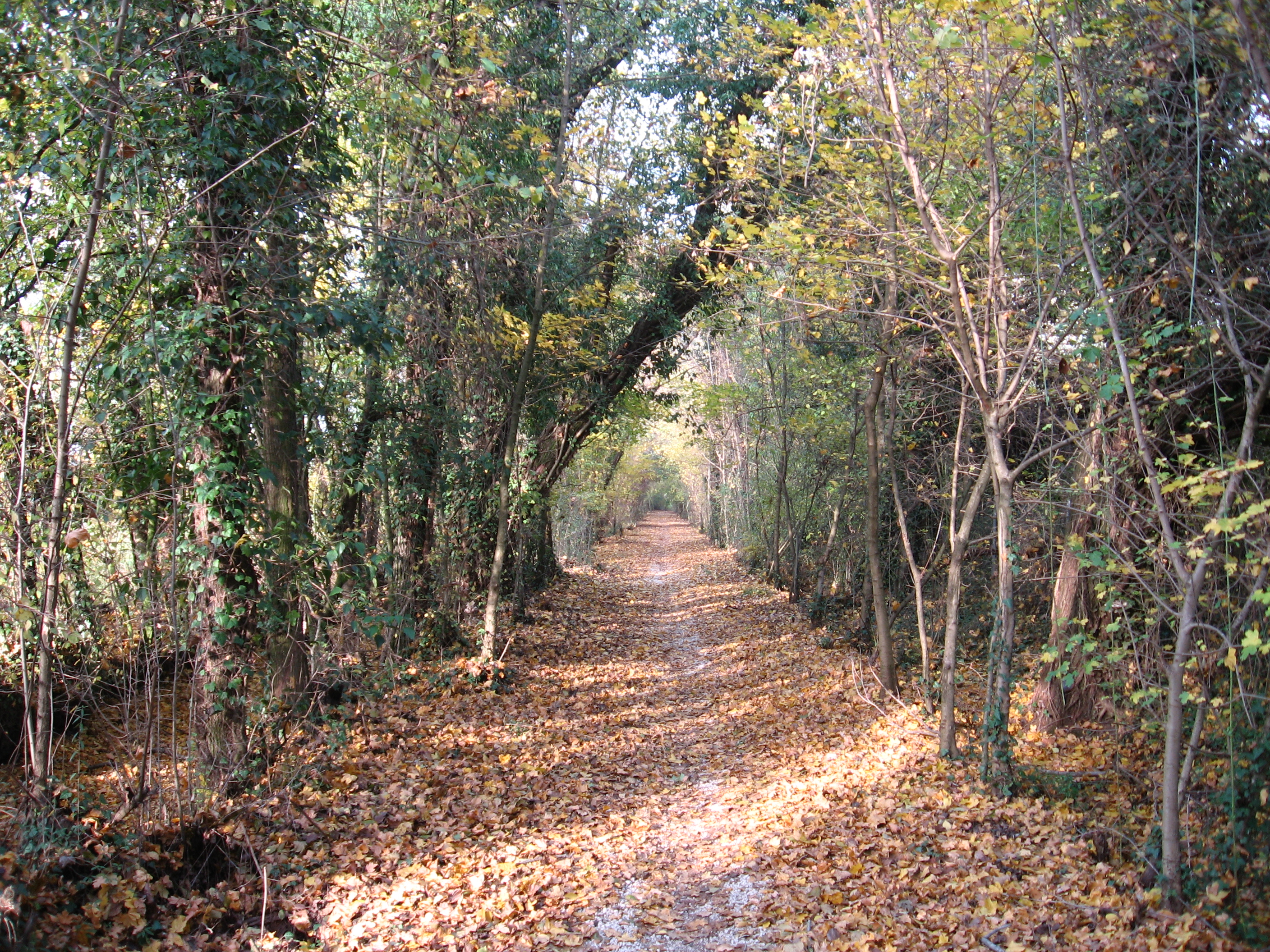
Passaggio tra una siepe

Il territorio comunale si estende per 46,26 km² ed è posto all'estremità sud della provincia. A sud confina con il comune di Venezia, seguendo il corso del Dese; a nord confina con i comuni di Zero Branco, Preganziol e Casale sul Sile; ad ovest con quello di Scorzè; ad est con quelli di Quarto d'Altino e Marcon.
Il moglianese è del tutto pianeggiante e l'altitudine passa dai 2 ai 16 m s.l.m.; la casa comunale si trova ad 8 m s.l.m. Il terreno è per lo più argilloso, il che ha permesso che le acque rimanessero in superficie creando una rete idrica piuttosto rilevante: fiume principale è lo Zero, che passa vicino al centro; a sud, presso Marocco scorre il Dese; da ricordare anche fossi e canali di scolo come il Pianton, la Fossa Storta, il Zermanson, la Peseggiana. Rilevante anche la presenza di falde acquifere.
Il territorio è classificato come zona sismica 3 a sismicità bassa e come zona climatica E.
Delle foreste che fino a qualche secolo fa ricoprivano buona parte del territorio non resta più nulla, se non qualche toponimo (Selve, Olme, Roette). La flora tipica è comunque ben presente nei campi abbandonati e lungo alcune siepi, usate in passato per dividere le proprietà agricole e talvolta così fitte da sembrare veri e propri boschetti.

## Storia

### Il periodo romano e l'alto medioevo
Il nome della città sembra essere di origine romana: praedium Molianum doveva chiamarsi il complesso dei possedimenti di un certo Molius. È certo infatti che la zona appartenesse all'agro di Altino e come tale era intensamente coltivata. Segno della centuriazione è la disposizione di alcune delle attuali strade.
Un'altra ipotesi fa risalire il toponimo al veneto mojo cioè "umido", "acquitrinoso". Dopo le invasioni barbariche e, più tardi, degli Ungari (889 d.C.), il territorio, dove esisteva una pieve paleocristiana, fu infatti abbandonato a se stesso.
Il primo documento storico che cita Mogliano è del 997, anno nel quale Rozone, vescovo di Treviso, concesse all'abate Vitale la costruzione di un monastero benedettino perché la zona fosse bonificata e ripopolata. In questo primo scritto esistente, il luogo viene citato con il toponimo di "Moliane". Il lavoro venne spronato anche dalle donazioni degli imperatori Ottone III e Enrico III. Inoltre, papa Vittore II confermò in seguito le concessioni già fatte dal vescovo di Treviso.
Nel 1074, quando l'opera fu compiuta, i monaci furono sostituiti dalle monache, che restarono nell'abbazia sino al Quattrocento.

### Il basso medioevo
La zona di Mogliano, collocandosi tra i territori del comune di Treviso, del comune di Padova e della Serenissima fu spesso colpito duramente dalle lotte che li opponevano. Oltretutto, l'abitato era un passaggio obbligato per le truppe, vista la posizione lungo l'arteria del Terraglio: nel 1192 e nel 1234 i padovani incendiarono il monastero; nel 1255 le guerre di Ezzelino III da Romano devastarono il territorio; nel 1311 è la volta dei soldati imperiali di Enrico VII che bruciarono la chiesa. E la lista continua inesorabilmente sino al 1388, quando Treviso si sottomise definitivamente a Venezia, e con essa Mogliano.
Frattanto era stata fondata la "scuola dei Battuti", una confraternita laica di ispirazione cristiana che gestì un ospedale per i bisognosi sino al 1806, quando le leggi napoleoniche soppressero gli ordini monastici e le associazioni religiose.

### La dominazione veneziana
Simile ad altre, come quelle di Treviso e Mestre, la confraternita fu fondata attorno al XIV secolo (un documento del 1349 ne attesta già allora la piena attività) da un tal Venturino e dai coniugi Antonio e Cristina dei Seminati, tre Veneziani della contrada di Santa Marina, probabilmente membri dell'analoga Scuola Grande di Santa Maria della Misericordia. La scuola fondava i suoi principi sulla mariegola (storpiatura dialettale di "madre regola"), una sorta di statuto che poteva essere aggiornato successivamente. Il documento, conservato attualmente alla biblioteca comunale di Treviso, mostra infatti solo una prima decina di fogli risalenti al XV secolo, mentre i successivi vanno dal 1434 al 1735.
Come sta scritto nella mariegola, il fine dell'associazione era la "salvacion de le aneme di nostri frateli e sorele de questa fraternitade" che gli affiliati, uomini e donne tutti rigorosamente laici, si proponevano di realizzare attraverso opere di carità, preghiere e altri rituali religiosi, come le processioni. La mariegola ne indicava un numero preciso all'anno e chi non adempiva agli obblighi veniva sanzionato con un'ammenda in denaro. Una particolare importanza era data ai funerali di un confratello o di un parente, a cui tutta la scuola era tenuta a partecipare attivamente. Durante questi avvenimenti, gli affiliati si distinguevano da un gonfalone e da una divisa, una cappa bianca con cappuccio, cordone e stemma della scuola.
A capo della confraternita stava il gastaldo, eletto dai soci e in carica un anno. Il suo operato era controllato dalla figura del sindico, pure eletto dall'assemblea. L'amministrazione dei beni era affidata ai due massari, pure in carica un anno, mentre il pestafanghi era una sorta di portaordini che avvertiva i membri degli avvenimenti.
I battuti gestivano anche un ospedale (sorgeva sul Terraglio, presso l'attuale via Matteotti) affiancato da una cappella e retto da un priore.
La confraternita fu sciolta nel 1806 in seguito alle leggi napoleoniche.
Nel 1413 le monache lasciarono Mogliano e si trasferirono nel convento San Teonisto, entro la più sicura Treviso. Portarono con sé un inestimabile patrimonio, ma ne restò una buona parte nella parrocchia del paese. Nell'Ottocento, tuttavia, Napoleone ordinerà l'incameramento dei beni custoditi dai religiosi e, per negligenza o per la confusione del momento, andranno perduti.
Nel 1516, finite le guerre tra la Lega di Cambrai e Venezia, il paese attraversò un lungo periodo di pace. I patrizi veneziani volgevano ora i loro interessi verso la terraferma: fiorì l'agricoltura e furono innalzate le magnifiche ville tuttora esistenti.

### L'Ottocento
Con la caduta di Venezia 1797, Mogliano passò dai Francesi agli Austriaci e viceversa, ma dal 1815 divenne definitivamente austriaca. Durante questo periodo Mogliano conobbe un sensibile sviluppo edilizio, in particolare lungo il Terraglio, nelle vie di comunicazione per raggiungere Venezia e per facilitare scambi con le città vicine. Gli attriti con l'amministrazione straniera comunque non mancarono, e nel paese il patriottismo si mantenne sempre vivo, specie tra gli anni Quaranta e Cinquanta: testimonianza ne fu la brutale esecuzione dei due moglianesi Luigi Vanin e Antonio Pilon.
Con la terza guerra di indipendenza, il Comune di Mogliano divenne parte del Regno d'Italia e rinominato "Mogliano Veneto" a seguito del Regio Decreto del 5 gennaio 1868 per distinguerlo dall'omonimo Mogliano situato nelle Marche.

### Il Novecento
Durante la prima guerra mondiale il paese non fu coinvolto direttamente nei combattimenti, ma le sue ville divennero sedi delle armate impegnate sul basso Piave e ospedali militari. La guerra lasciò un'eredità pesantissima a Mogliano: oltre al consistente numero di caduti, dilagavano in città disoccupazione, epidemie, povertà. La situazione tuttavia migliorò relativamente anche grazie allo sviluppo della coltivazione della pesca che, nel periodo tra le due guerre, divenne prodotto tipico del paese, rinomato a livello internazionale.
Anche la seconda guerra mondiale portò distruzione nella zona: numerosi furono i bombardamenti degli alleati, che colpivano le infrastrutture e le vie di comunicazione, e le retate fasciste, che arrestarono e deportarono numerosi moglianesi coinvolti nella resistenza.
Subito dopo il conflitto Mogliano si diede alla ricostruzione, il che portò ad un notevole sviluppo residenziale ed industriale.

### Simboli
Lo stemma e il gonfalone sono stati concessi con decreto del presidente della Repubblica del 18 gennaio 1988.
Lo stemma comunale è, come di norma, uno scudo sannitico. Il monte gobbato con la stella a otto punte è il simbolo dell'abbazia benedettina; ai piedi del monte, la campitura dorata ricorda la fertile campagna; nella seconda partizione, la cornucopia rimanda all'abbondanza dell'agricoltura: vi escono una spiga di frumento e delle pesche, le quali sino ad un cinquantennio fa erano uno dei prodotti tipici di questa zona; infine, in basso, le onde azzurre e dorate ricordano lo stretto rapporto che Mogliano ha sempre avuto con la città di Venezia.
Il gonfalone è un drappo partito di bianco e di azzurro, riccamente ornato di ricami d'oro e caricato dello stemma sopra descritto, con la iscrizione in oro della denominazione della città.

## Monumenti e luoghi d'interesse
Mogliano è un centro di recente sviluppo urbano e non conserva un prezioso centro storico, tuttavia può vantare alcuni siti interessanti. Per questo motivo, il comune è stato dichiarato città d'arte ai sensi della L.R. 28 dicembre 1999 n. 62.

### Architetture religiose

#### Duomo arcipretale di Santa Maria Assunta

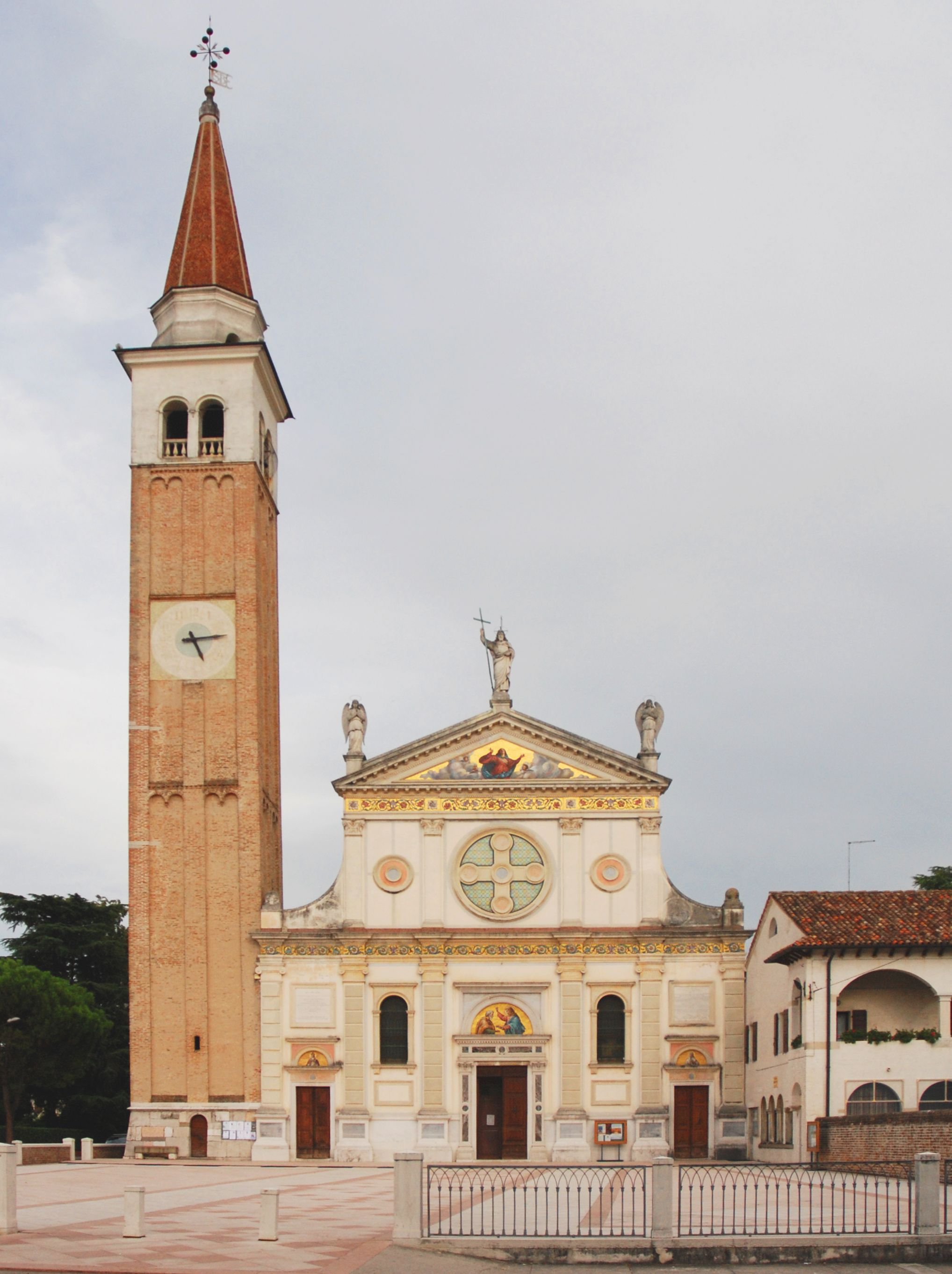
La chiesa di Santa Maria Assunta

Il più pregevole esempio di architettura è la chiesa arcipretale di Santa Maria Assunta con l'annessa abbazia. Sorge presso il centro, nel luogo dove già prima del 1000 si ergeva una pieve con fonte battesimale.
L'attuale edificio, costruito cento anni più tardi, risente delle profonde ristrutturazioni avvenute nel corso dei secoli, dalla fine del XVI secolo sino agli inizi del Novecento. Gli interni risalgono per lo più alla fine del XVIII e all'inizio del XIX secolo; la facciata fu rifatta all'inizio del Novecento, mentre il campanile è uno dei pochi punti dell'edificio a non aver subito modifiche tanto profonde.
All'interno, da ricordare le pale di Antonio Buratti, Giuseppe Boldini e Gian Carlo Bevilacqua e gli affreschi trecenteschi della sacrestia, rinvenuti solo nel 1992 e testimonianza del suo passato medievale. Dietro uno degli altari è sepolto il corpo di santa Matronilla. Interessante l'organo della ditta Tamburini di Crema (1913) a trasmissione pneumatica.

#### Abbazia benedettina e brolo

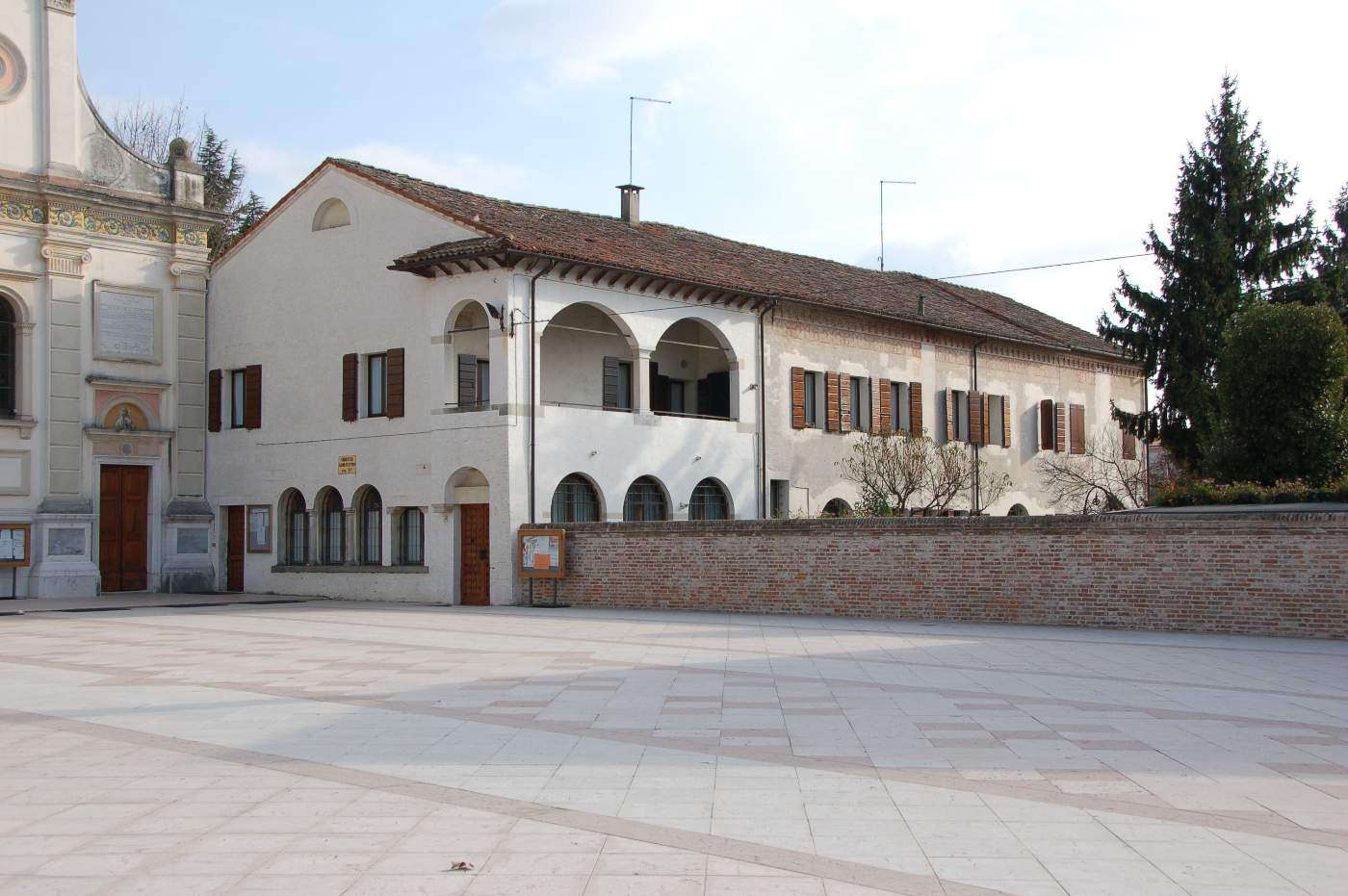
Il fronte ovest dell'abbazia benedettina, addossata alla chiesa

L'abbazia fu fondata nel 997 su desiderio dell'allora vescovo di Treviso Rozone, il quale voleva recuperare il territorio di Moliane, devastato dalle invasioni degli Ungari del X secolo e poi abbandonato. Il monastero ospitò inizialmente i benedettini, i quali si dedicarono alla bonifica e al ripopolamento della zona sino al 1075, anno in cui vi si insediarono le benedettine. Nel medioevo l'abbazia subì saccheggi e distruzioni da parte dei numerosi eserciti che transitavano per il paese, finché, nel 1413, le monache si trasferirono entro le più sicura mura di Treviso, nel convento di San Teonisto. Benché mantenessero il possesso della parrocchia, l'abbazia di Mogliano fu abbandonata e cadde progressivamente in rovina. Con l'arrivo di Napoleone anche il monastero di San Teonisto fu soppresso.
Del vasto e ricco complesso oggi resta ben poco. Solo nel 1889, infatti, quel che ne rimaneva (adibito nel frattempo ad osteria) veniva salvato dal letterato Guglielmo Berchet che si adoperò perché fosse dichiarato "opera monumentale". Sopravvive parte del chiostro, del 1184, con il porticato e l'annessa costruzione, attualmente sede di un centro parrocchiale. Di recente il Ministero dei Beni Culturali ha stanziato i fondi necessari ad un profondo restauro del monastero e della chiesa, volto soprattutto a recuperare gli elementi più antichi, spesso nascosti da interventi recenti e dall'incuria. Tra i progetti correlati, ci sarebbe anche l'istituzione di un museo e la ricerca della cripta con le spoglie dell'abate Vitale e del vescovo Rozone.
Più tarde rispetto all'abbazia sono le due costruzioni poste su ciò che resta del brolo, ovvero degli orti e dei frutteti annessi al monastero prima e alla parrocchia poi. Essi rappresentano oggi il centro espositivo, appunto, del Brolo costituito da uno spazio espositivo, l'Urban Center, destinato alla memoria della città, e da una seconda area sede di importanti mostre periodiche.

#### Altri luoghi di culto

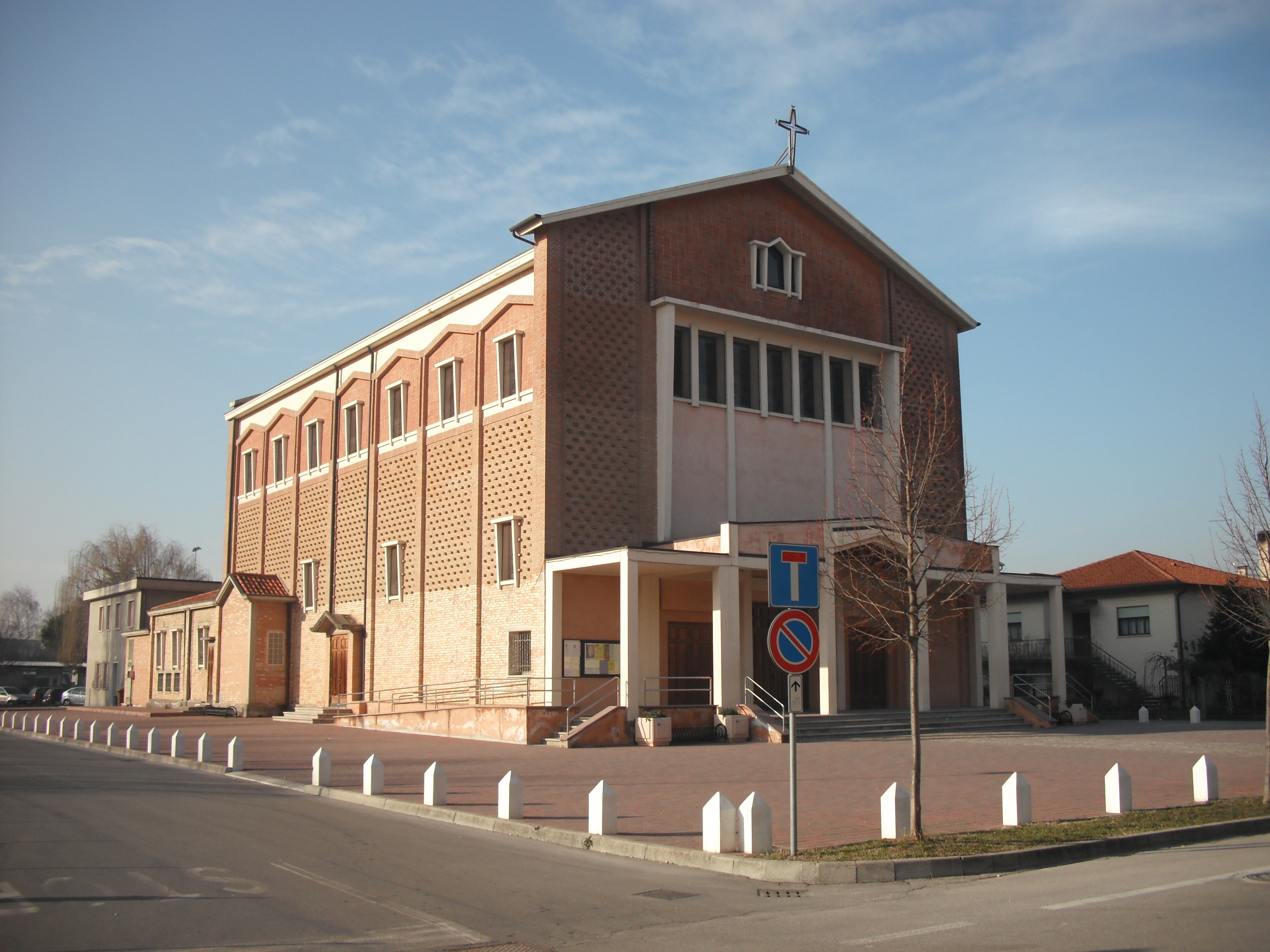
La parrocchiale del Sacro Cuore

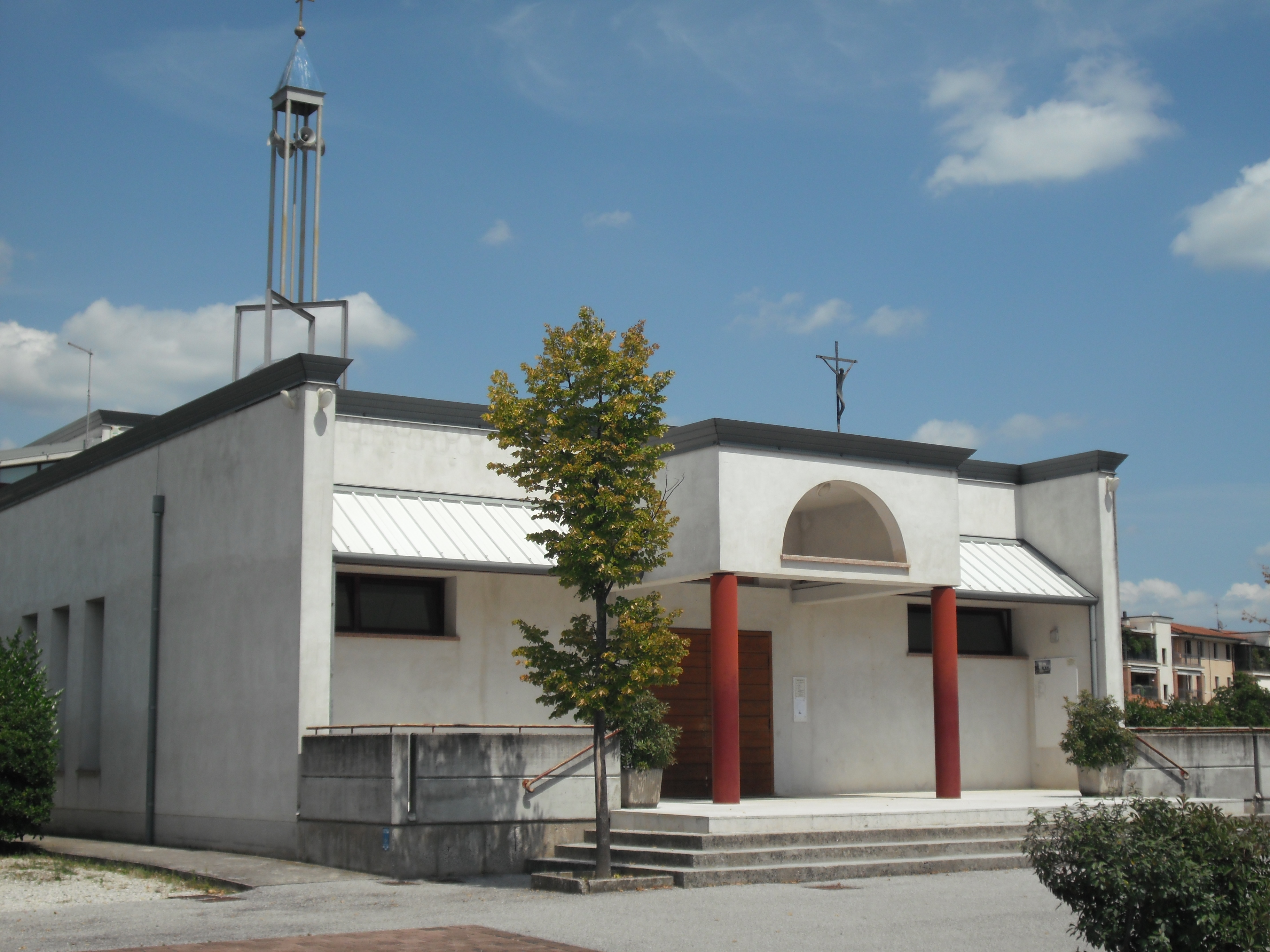
La parrocchiale di San Marco.

A Mogliano si trovano altre quattro chiese parrocchiali, se si escludono le cinque delle rispettive frazioni:
- La chiesa Sant'Elena Imperatrice di Zerman, costruita nel 1596 e con titolo arcipretale nel 1804.
- La chiesa del Sacro Cuore di Gesù sorge nella zona ad ovest del centro. Progettata dall'architetto Luigi Candiani, fu consacrata il 1º dicembre 1968[10].
- La parrocchiale di San Marco Evangelista venne realizzata negli anni novanta presso il quartiere "Villaggio San Marco", in località Ronzinella.
- La chiesa di San Carlo è stata benedetta nel 1988 e sorge al centro della zona PEEP, nel quartiere Est.

Un cenno merita infine la chiesa del collegio Astori, edificio neoromanico progettato dall'ing. Lorenzo Priuli Bon e consacrata nel maggio del 1915. È intitolata a Maria Ausiliatrice.

### Architetture civili

#### Ville venete
Come già accennato, dalla metà del Cinquecento i Veneziani volsero i loro interessi alla terraferma e anche la campagna di Mogliano fu abbellita di splendide ville venete. Ancor oggi, specie lungo il Terraglio, si possono apprezzare numerosi esempi del genere, quali: villa Buratti (XVIII sec.), villa Bianchi-De Kunkler (XVII sec.), villa Stucky (edificio in stile centro-europeo, XIX sec.), villa Giustiniani-Palma (XVI-XVIII sec.), villa Pisani-Veronese-Maccatrozzo, villa Zenoni-Politeo, villa Trevisanato, villa Zanga (XVII sec.), villa Antonini (XVIII sec.), parco dell'ex villa Longobardi, villa Braida.

##### Villa Gavioli
Si erge in fondo a via Morandi, deturpata dall'espansione urbana degli anni settanta. Il parco della villa, infatti, si estendeva sino all'attuale via Zermanesa (l'antica strada per Casale) e la stessa via Morandi ne era il viale di ingresso.
Il corpo centrale è a due piani e sottotetto, a cui si aggiunge un frontone. Ai lati si trovano due barchesse con i rispettivi porticati (interessanti gli affreschi dei soffitti) rivolti verso la villa. Fra la barchessa ad ovest e la casa padronale si trova l'oratorio intitolato a Sant'Antonio di Padova, mentre quella ad est è affiancata da un rustico con porticato ad archi ribassati.
Interessante la facciata posteriore, adiacente a via Vanzo, con i camini a catino, il balconcino al primo piano e la facciata della cappellina. Proprio perché l'ingresso di quest'ultima si rivolge a questa parte, si ritiene che vi fosse un accesso al fiume Zero, che in origine scorreva nei pressi della villa.
Costruita nel Settecento, la villa fu di Antonio Filiasi, poi di Francesco Epis. Nell'Ottocento era dei Donadoni, quindi dei Marchiori e dei Rosada (tra i quali si ricorda Luigi, secondo sindaco dell'epoca post-unitaria). Passò in seguito ad Augusto Chiarle; attualmente è dei Gavioli-Savio.

##### Villa Marchesi

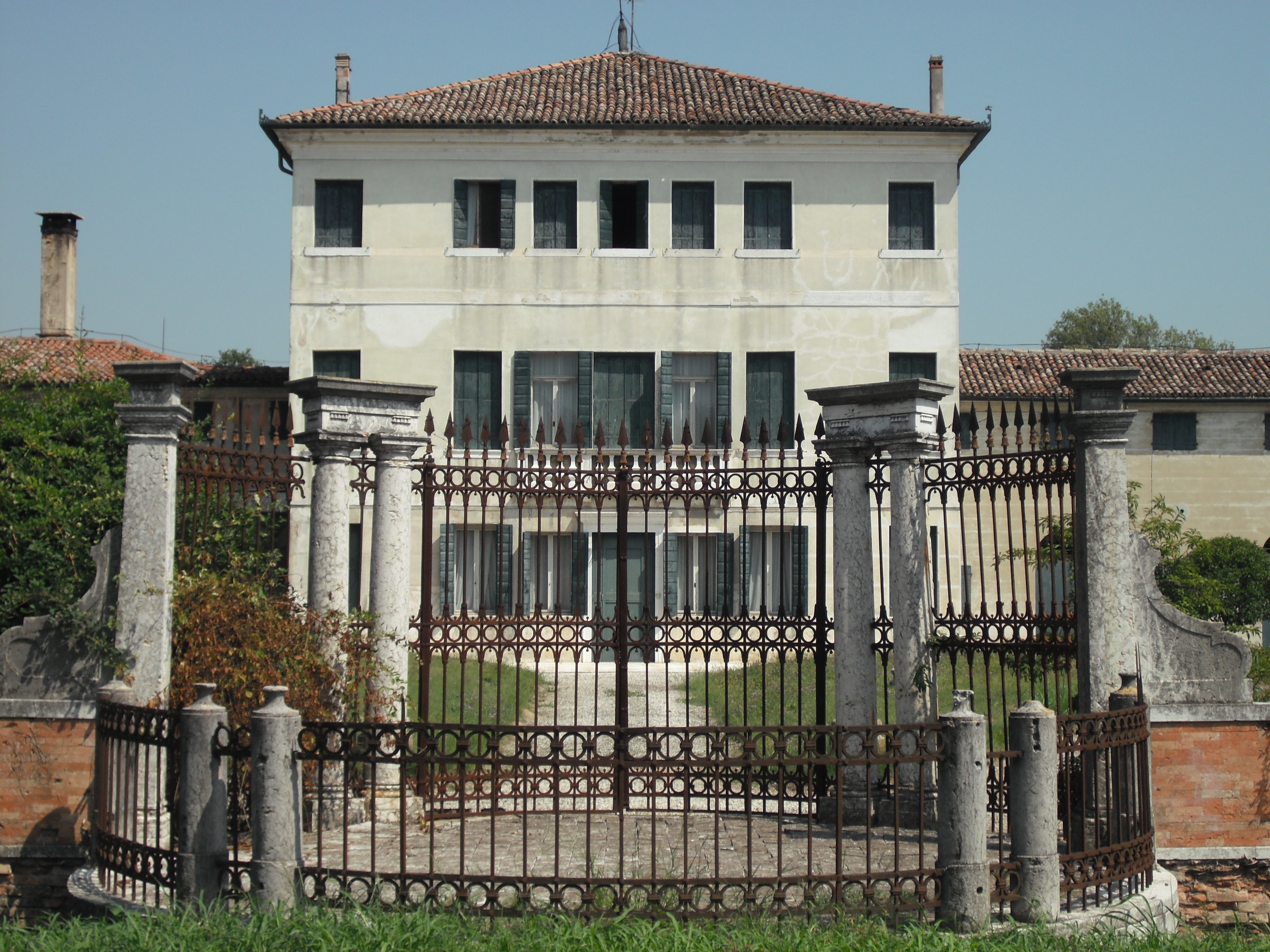
Villa Marchesi

Adiacente alla precedente, la casa padronale è un edificio piuttosto semplice, a tre piani, con un largo poggiolo marmoreo al secondo. Ai lati, ma più arretrate, si dispongono simmetricamente due barchesse a un piano e sottotetto, prolungate da un'ala perpendicolare ciascuna; l'insieme assume così una pianta a "U".
Il parco anteriore presenta un complesso di aiuole rialzate che formano una mezza margherita. Di fronte sta l'ingresso originale, oggi inutilizzato, costituito da una cancellata disposta a rotonda. L'attuale ingresso, in posizione più marginale, si trova dove un tempo sorgeva un piccolo oratorio intitolato a San Giuseppe.
La villa è attestata sin dalla fine del XVI secolo come proprietà dei Venier, i quali la tennero sino al Settecento. Passò quindi agli Scarello, al mercante Giovanni Heinzelman, quindi ai Pigazzi e ai Marchesi.
Durante l'assedio di Venezia ospitò un ospedale militare austriaco. Nella prima guerra mondiale vi si insediò il comando dei volontari cecoslovacchi che erano accorsi al fianco dell'Italia.

##### Villa Michieli

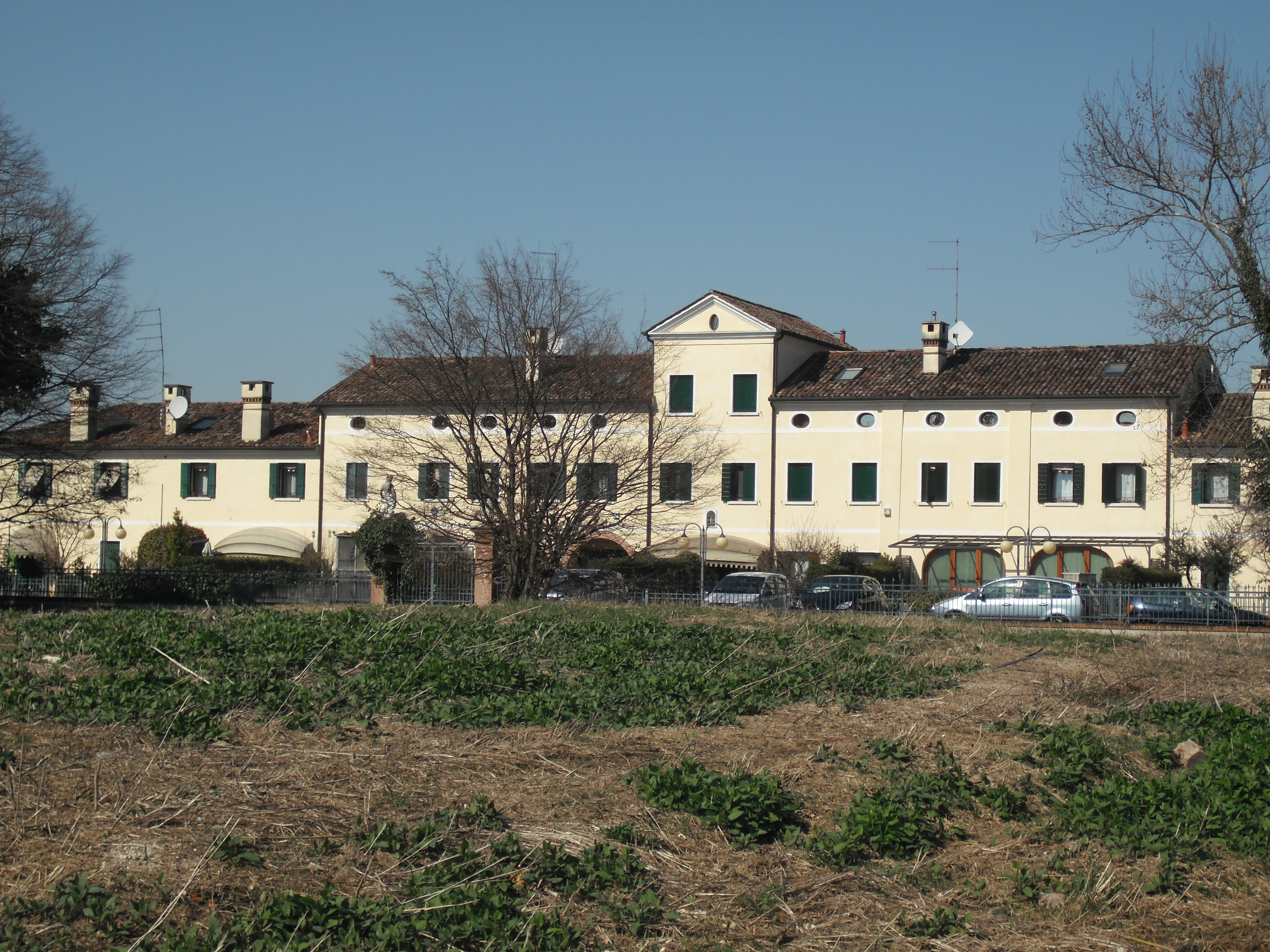
Villa Michieli, Bevilacqua

Situata in via Selve, è articolata in tre volumi: il corpo padronale, rialzato al centro di un piano, e due ali più basse. Nel complesso, gli esterni conservano ancora i caratteri originali, nonostante la villa sia stata divisa in più proprietà. È andato perduto invece il portico che si estendeva sul lato meridionale.
Si ritiene che sia stata edificata nel Settecento dai Michieli, proprietari delle campagne limitrofe (oggi urbanizzate), tra i quali si distinse lo storico locale Adriano Augusto Michieli. Passò quindi ai Bevilacqua.

##### Villa Milanese
Tra villa Veronese e villa Marchesi si trova questo semplice edificio, a tre piani, sormontato da un frontoncino ornato da vasi agli angoli e da un fregio al centro. Sul retro si trova un annesso a due piani e, oltre questo, una costruzione più recente.
Settecentesca, fu dei Rinaldi, dei Missaglia e dei Milanese. Negli anni trenta vi abitò la famiglia del partigiano Ignazio Vian.

##### Villa Palma
Sul lato ovest del Terraglio, è un edificio cinquecentesco dalle linee molto semplici: a pianta quadrata e a tre piani, la facciata è ornata da un balconcino sovrastato da un piccolo timpo, mentre lungo il piano terra si muove un finto bugnato.
Il complesso doveva essere molto più vasto e articolato, con l'oratorio di San Giovanni Battista all'angolo del giardino. Resta solo, sul retro, un rustico.
La villa era dei Giustinian, cui successero i Foscarini, gli Andrighetti, i Bianchi e i Palma. Attualmente ospita un albergo. Negli ultimi anni dell'Ottocento vi soggiornò il pittore Luigi Nono.

##### Villa Trevisanato

Villa Trevisanato

##### Villa Veronese

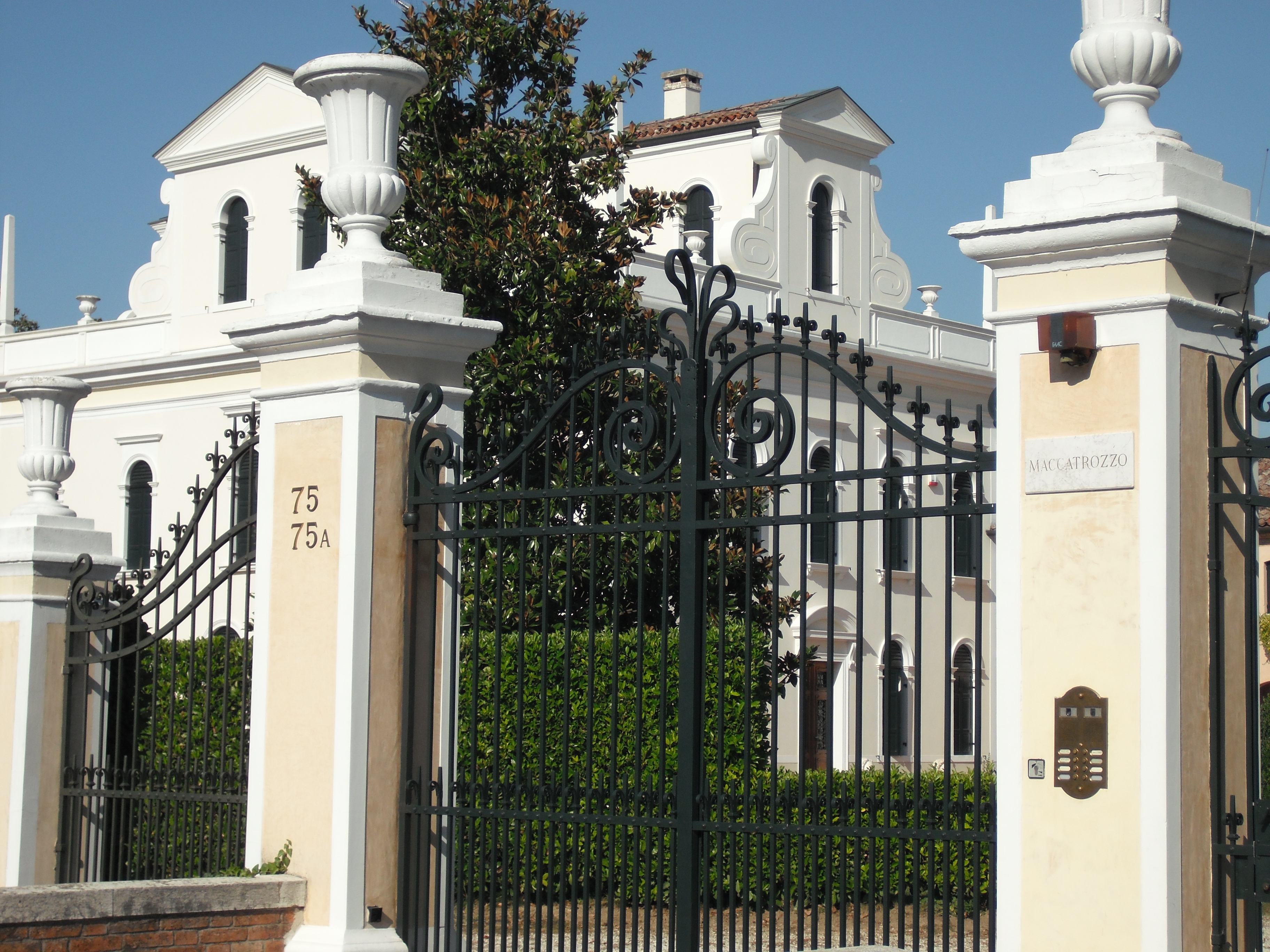
Villa Veronese

Si affaccia sul lato est del Terraglio, tra Mogliano e Marocco. Oltre il cornicione che sovrasta il primo piano, si eleva il piano rialzato, con pianta a croce e quattro frontoni sormontati da timpani e affiancati da contrafforti barocchi. Agli angoli vi sono quattro terrazze ornate da pinnacoli.
Sul lato sud si allunga un rustico che rappresenta la parte più antica del complesso. Nella zona settentrionale del vasto parco è stata costruita una villa moderna.
La villa fu costruita nel Settecento dai Pisani. Dal secolo successivo fu dei Siri, dei Pancera, dei Cipollato e dei Bardini e dei Veronese. Ora è di proprietà Maccatrozzo.

##### Villa Zanga

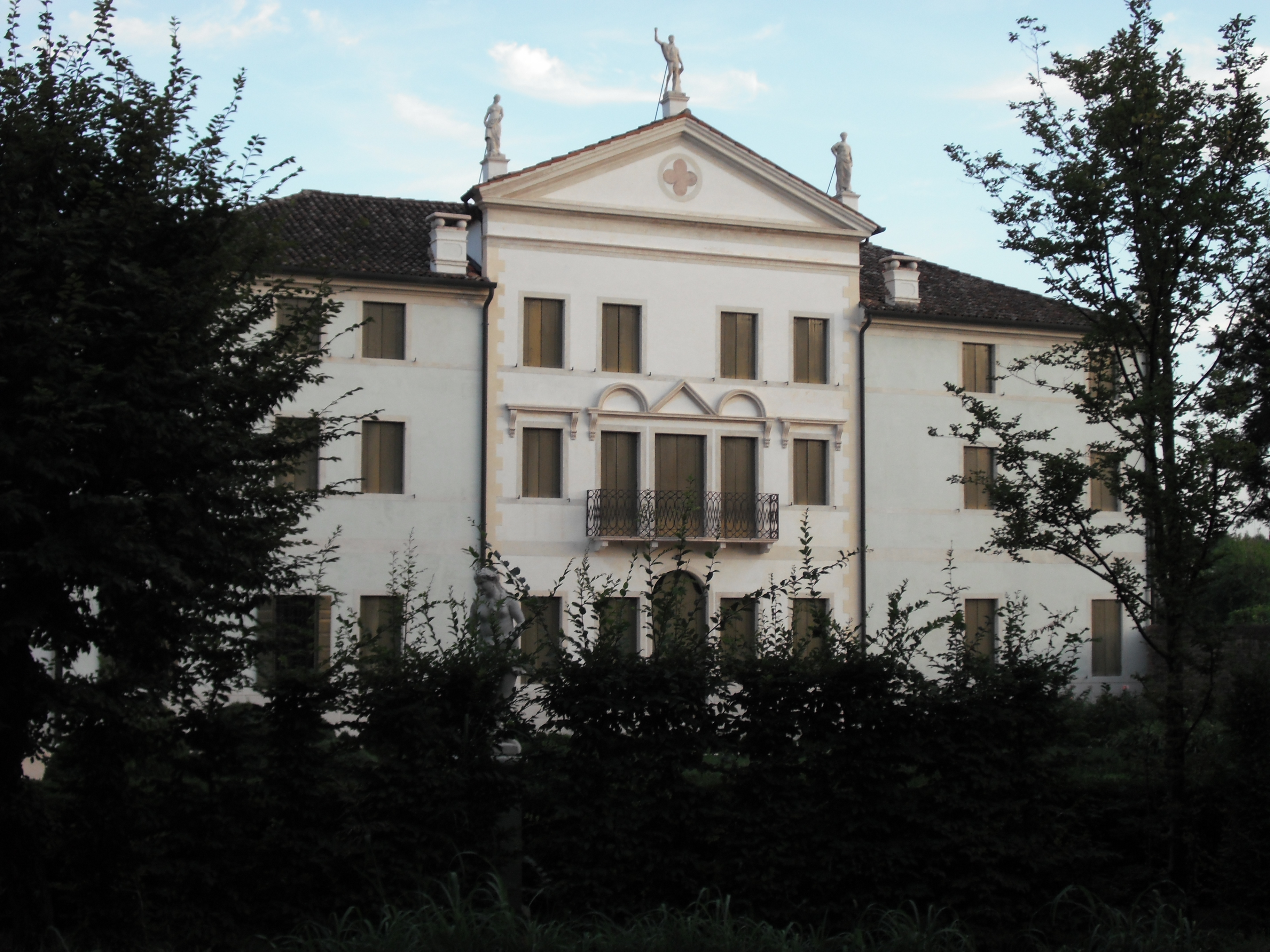
Villa Zanga

Sorge in via Roma, presso l'incrocio con via Ghetto. La facciata rivolta alla strada è sovrastata da un ampio timpano coronato da tre statue. Al primo piano si trova una balconata in ferro battuto su cui si affacciano tre portefinestre sormontate da un fregio. Sul lato orientale si allunga la barchessa, con pianta a "L".
Degli interni va segnalato il caminetto, proveniente dalla casa veneziana di Carlo Goldoni.
Nel parco si collocano altre sei statue (le Arti), attribuite alla bottega dei Marinali.
Di origini settecentesche, fu di Ignazio Testori. Nel 1797 divenne sede di un comando francese e, secondo una tradizione non provata, avrebbe ospitato lo stesso Napoleone. Fu in seguito adibita a locanda ("alle Tre Colombe") per passare poi alla famiglia Zanga; attualmente è degli Zara-Pasin. Durante la prima guerra mondiale vi fu allestita la Casa del Soldato.

##### Villa Zenoni Politeo

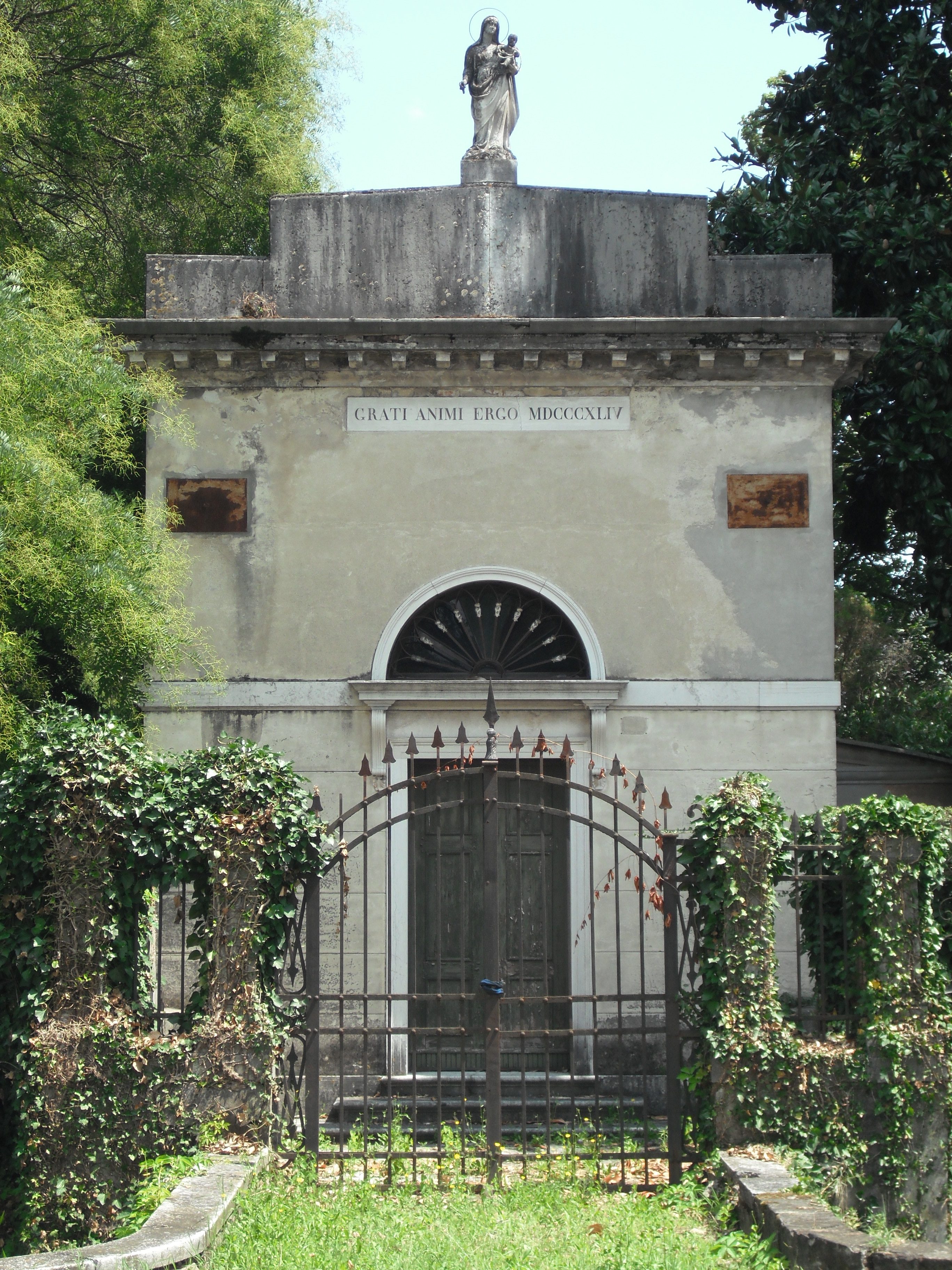
Oratorio della scomparsa villa Antonini

L'area meridionale del parco era occupata dalla scomparsa villa Antonini. Di proprietà dei Fanna, passò poi ai Da Mosto e, sul finire del Ottocento, fu di Pietro Antonini, che la ricevette come dono di nozze dalla madre Ada Pagello (figlia del medico Pietro). Ereditata dal figlio Anacleto, ebbe vari altri proprietari finché, ridotta in precarie condizioni, fu demolita nel secondo dopoguerra. Durante l'abbattimento ci si accorse con sorpresa che l'edificio era privo delle fondamenta.
Di villa Antonini restano solo il cancello d'ingresso e l'oratorio privato, innalzato nel 1854. All'interno, è conservata una pala di ignoto inserita in una pregevole cornice marmorea firmata e datata (Litografia Kier - 1844 - Giuseppe Borghesi disegnò).

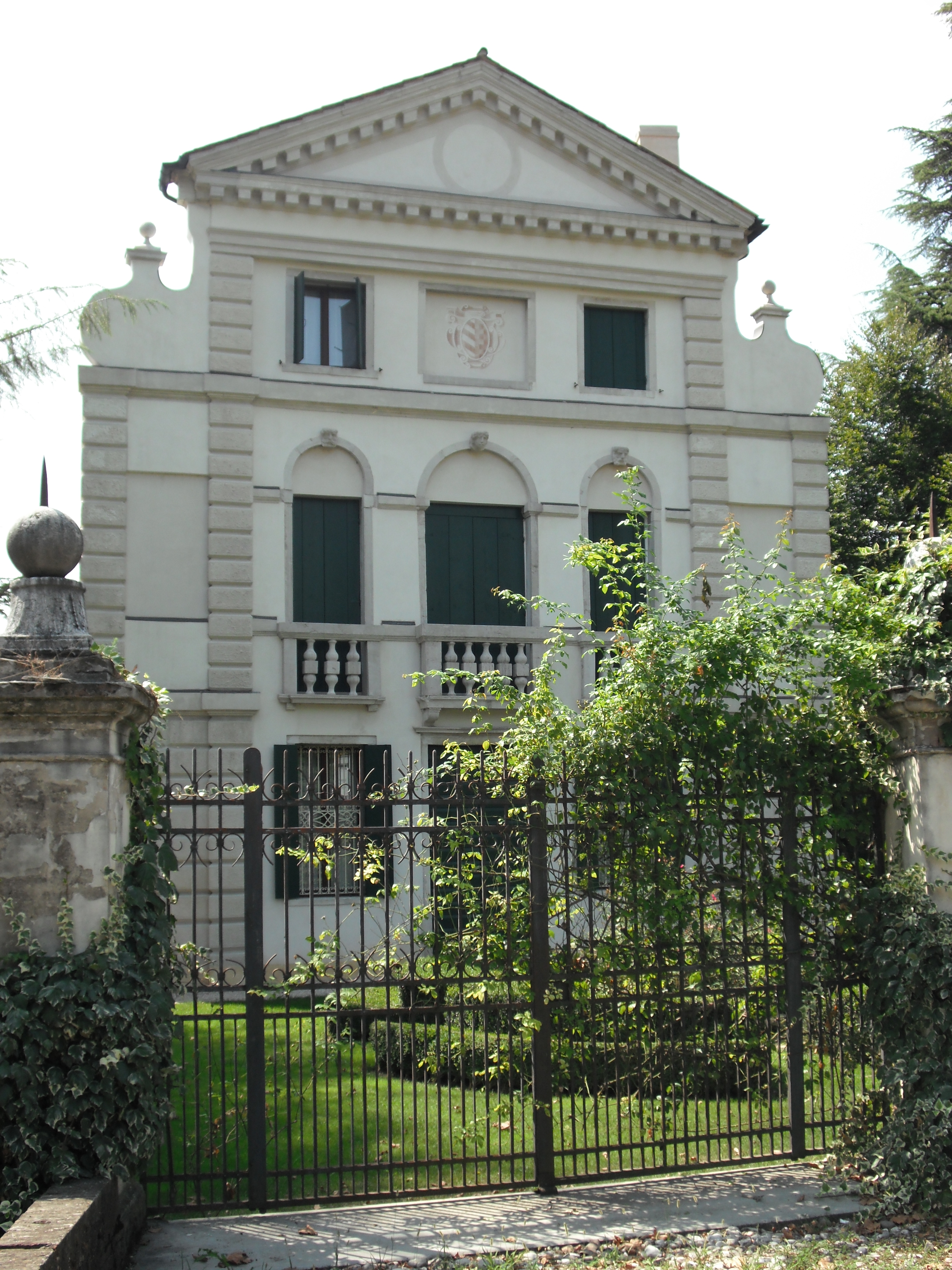
Villa Padoan, a Marocco.
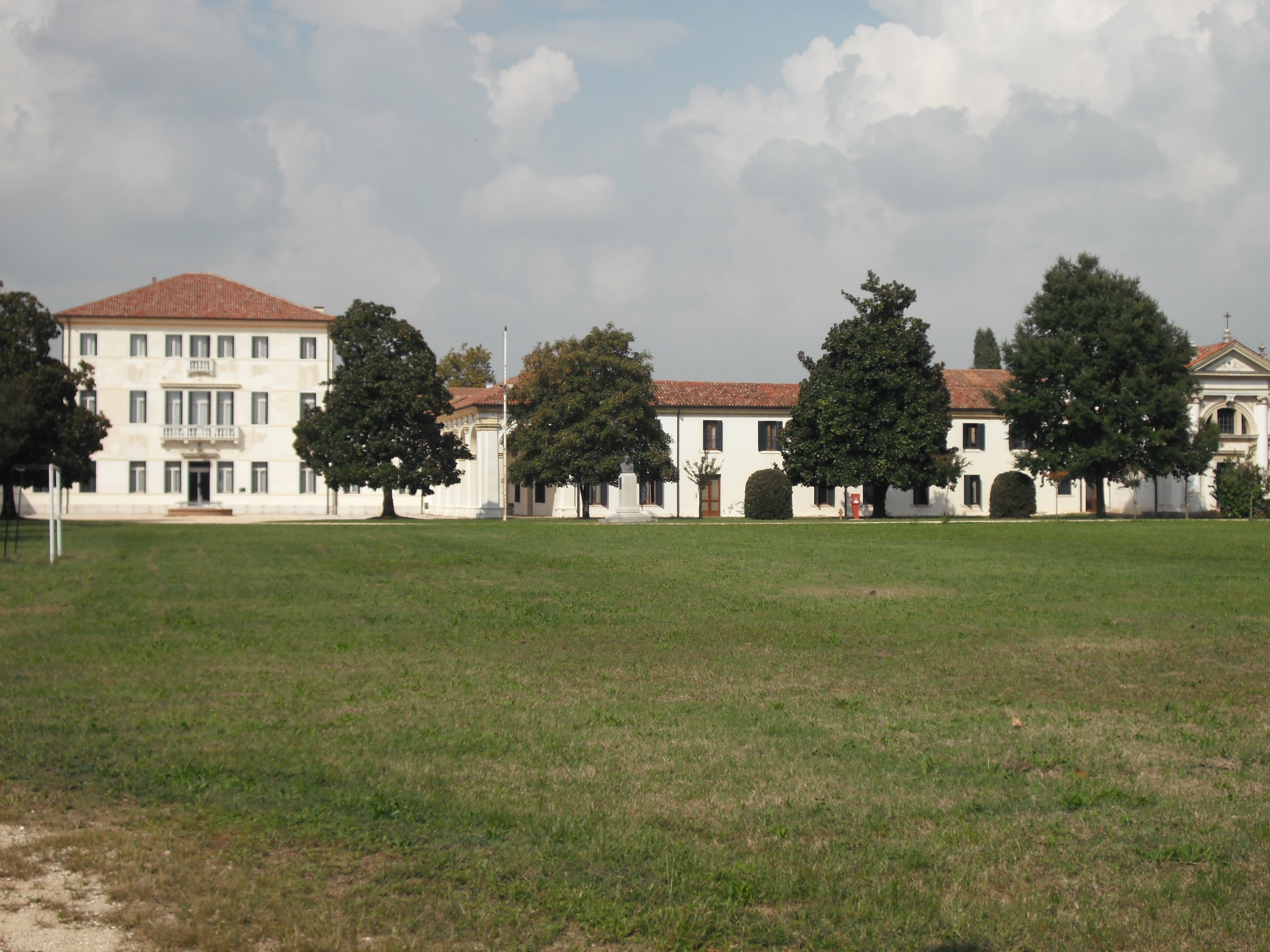
Villa Battistiol Torni, ora sede dell'istituto Gris.

#### Archeologia industriale

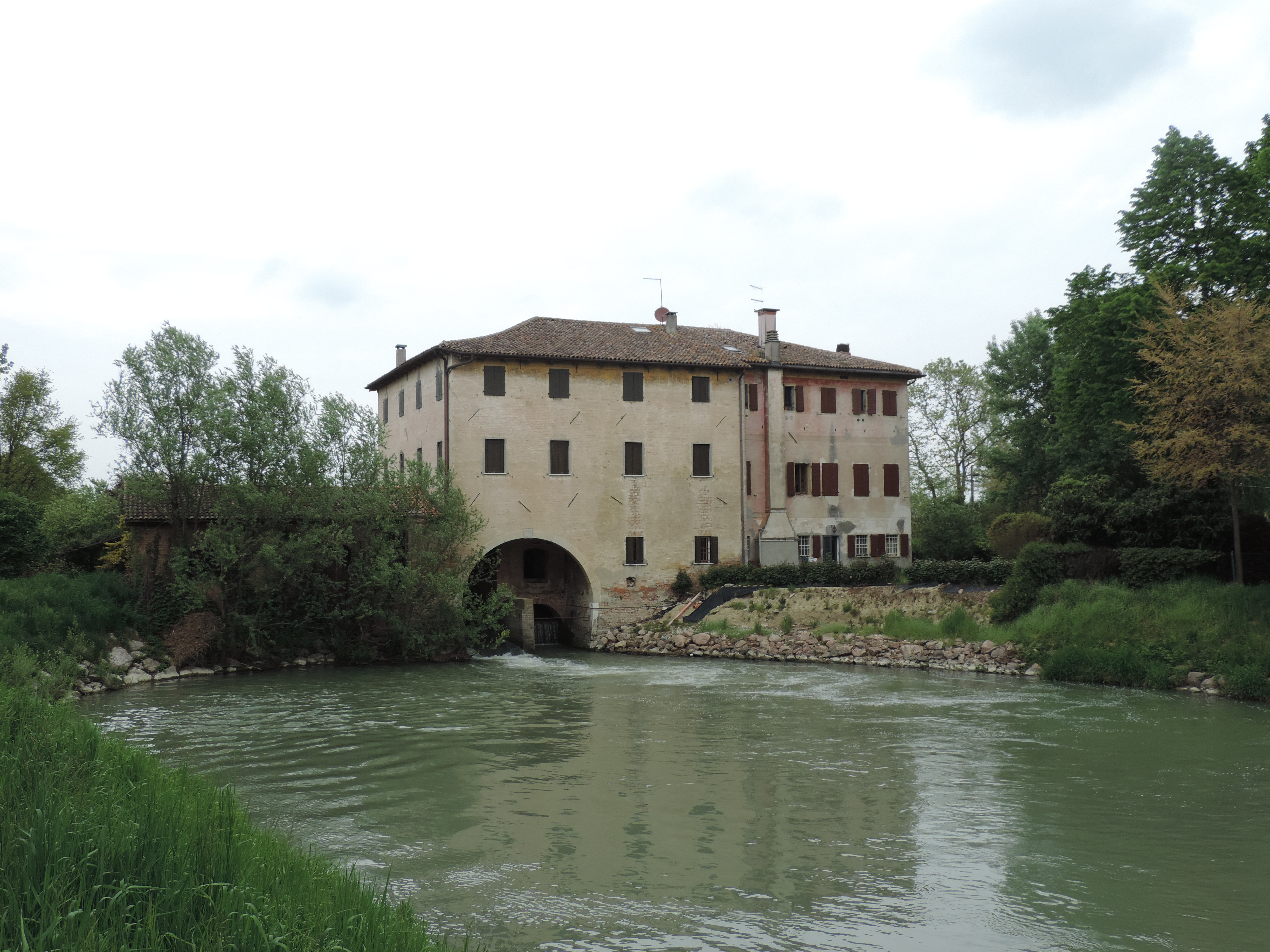
Il mulino Turbine, vecchio edificio sul Dese

Interessanti anche diversi esempi di archeologia industriale e alcuni vecchi mulini. Degno di nota, in località Marocco, è l'ex parco divertimenti Veneland.

##### Mulino Valerio
Lungo il fiume Zero, si rivolge al lato sinistro del Terraglio andando da Mogliano a Treviso. La grande costruzione che si vede dalla strada nasconde alla vista un mulino più antico citato dalla fine del Settecento come proprietà del medico Francesco Brachi. Dal 1830 risulta dei Berizzi, costruttori del nuovo complesso. Passò poi ai Caberlotto e, nel 1949, ai Valerio.
Il complesso ha funzionato sino a pochi decenni fa. Attualmente è adibito ad uso residenziale, suddiviso in più proprietà.

### Altro

#### Piazza dei Caduti

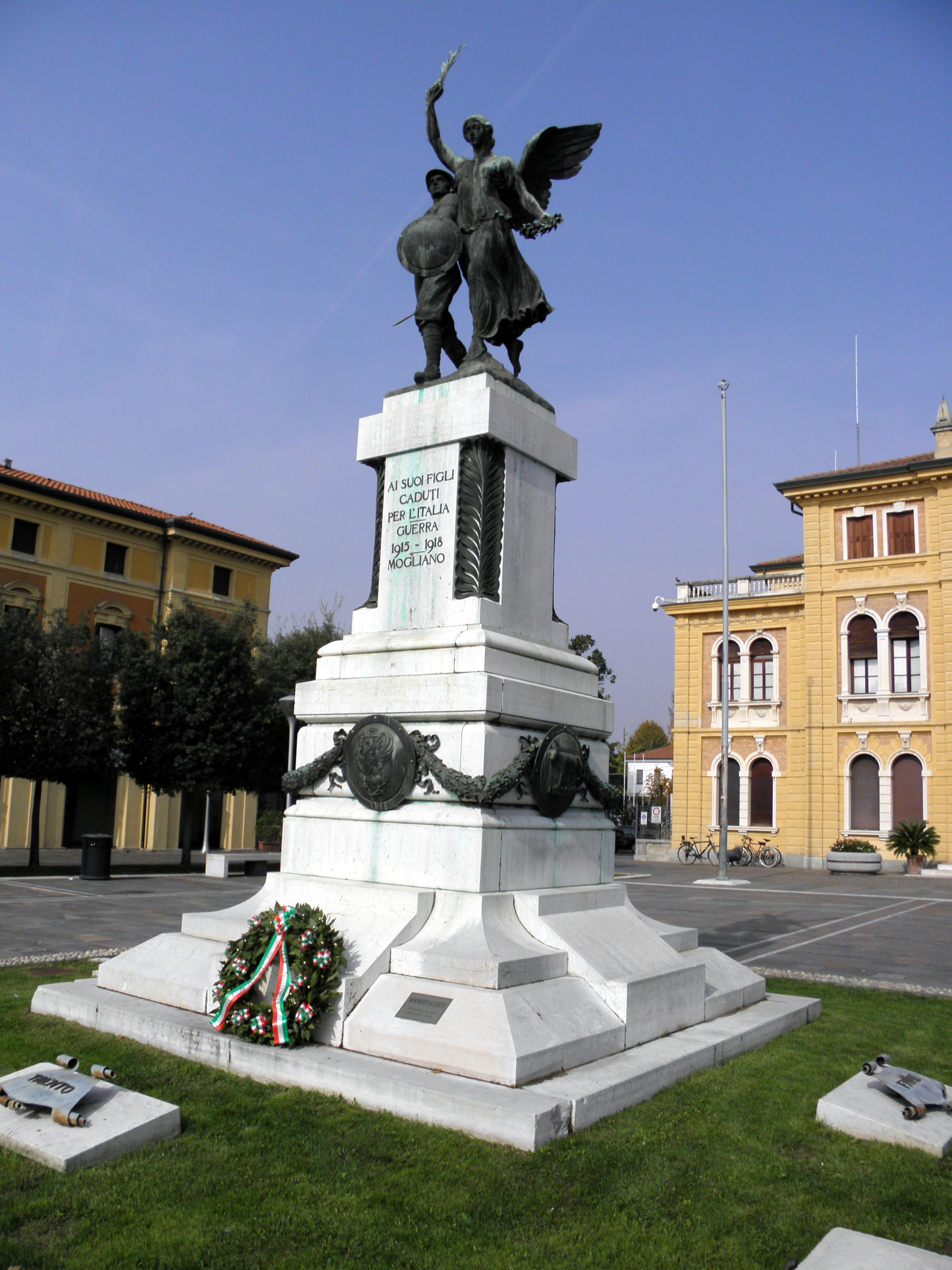
Il monumento ai caduti della prima guerra mondiale

Alcuni cenni merita la piazza dei Caduti, centro della vita pubblica del paese. Il complesso sorse negli anni venti per sostituire l'attuale piazza Duca d'Aosta, allora piazza Maggiore. Quest'ultima, dove avevano sede le principali istituzioni, era divenuta scomoda perché attraversata dal Terraglio, arteria che, con la diffusione delle automobili e dei tram, diveniva sempre più trafficata. La piazza fu costruita sullo spiazzo dove si svolgeva il mercato e fu attorniata dal municipio, opera dell'architetto Mario Fabris, e dagli altri edifici porticati. Fu inaugurata il 4 luglio 1926 alla presenza del Duca d'Aosta, del ministro Giuseppe Volpi e del vescovo Andrea Giacinto Longhin. Inizialmente intitolata a Vittorio Emanuele III, mutò la denominazione con l'attuale durante gli anni della resistenza.
Il municipio è un edificio dall'esterno sobrio, mentre gli interni, più decorati, seguono lo stile dell'art déco. Al centro della piazza si trova il monumento ai caduti, opera di Giuseppe Vasco Vian. Alla fine degli anni ottanta la porzione settentrionale della piazza fu rialzata con un basamento di cemento, secondo un progetto molto discusso. In anni recenti le è stato restituito un aspetto più simile all'originale.

## Società

### Evoluzione demografica
Abitanti censiti

Mogliano ha subito un notevole sviluppo urbano a partire dal secondo dopoguerra, quando si verificò un vero e proprio "esodo" da Venezia e dalle isole della Laguna Veneta verso l'entroterra.
Si stima che nel 1500 Mogliano contasse circa 1 200 abitanti, nel 1700 2 300, nel 1850 4 500.
Il 31 dicembre 2008 si contavano 28 128 abitanti. Nel periodo 1º gennaio-31 dicembre 2008 si sono registrati 272 nati vivi (9,7‰), e 232 morti (8,3‰), con un incremento naturale di 40 unità (1,4‰). Le famiglie contano in media 2,3 componenti.
L'ISTAT suddivide il territorio comunale nelle seguenti località abitate (vi è riportata anche la popolazione durante il censimento del 2001):
- Bonisiolo, 526;
- Campocroce, 817;
- Mogliano Veneto, 21 009;
- Zerman, 498;
- Alture, 113 (ad ovest di Zerman, lungo via della Croce);
- Bianchi, 130 (a nord di Mogliano, sul crocevia via Bianchi-via Cavalleggeri);
- Borgo Mestre, 35 (ad ovest di Campocroce, sulla destra di via Zero Branco);
- Bovo, 60 (a sud di Campocroce, presso via f.lli Bovo);
- Busa, 30 (ad ovest di Campocroce, sul crocevia via Zero Branco-via Gardigiana-via Campocroce);
- Ghetto, 201 (ad ovest del centro storico);
- Lazzaretto, 22 (ad est del centro storico, presso via Cortellazzo);
- Maccatrozzo, 38 (al Mazzocco, all'inizio di via Mazzocco);
- Malcanton, 52 (ad ovest di Campocroce, all'inizio di via Malcanton);
- Malombra, 23 (a nordest di Zerman, all'incrocio tra via Malombra e via Roette);
- Mazzocco Vecchio, 55 (ad est del Mazzocco, verso la fine di via Mazzocco);
- Molino Campocroce, 148 (a sud di Campocroce, lungo via Molino);
- Pancrazio, 67 (ad est di Marocco, attorno all'RSA Pancrazio);
- Pianura, 37 (a nordest di Zerman, a metà di via Roette);
- Prati, 33 (ad est di Bonisiolo, presso via Prati);
- Roggia, 70 (a nord di Mogliano, lungo una laterale di via Bianchi e oltre il Zermanson);
- Salatina, 48 (a nord del centro storico, tra via fratelli Bonotto e via Cavalleggeri);
- Strazzariole, 49 (ad ovest di Campocroce, sulla destra di via Zero Branco);
- Villa Bane, 15 (subito ad est di Zerman, sul luogo in cui sorge la villa omonima);
- Villa Braida, 14 (a sudest di Zerman, attorno alla villa omonima);
- Zanetti, 39 (a sudovest di Mogliano, lungo via Marignana);
- case sparse, 2 193.

Durante il censimento del 2001, l'ISTAT contava 21 009 abitanti nel centro abitato di Mogliano Veneto, ma a questi vanno aggiunte le popolazioni degli altri agglomerati contigui, sebbene inclusi in altri comuni. Nello specifico, si tratta di:
- Marcon-Gaggio-Colmello (comune di Marcon), 9 402 ab.;
- Marocco (comune di Venezia), 683 ab.

In pratica, la popolazione dell'agglomerato formato dalla continuità di queste località abitate ammonta a 31 094 abitanti.

### Etnie e minoranze straniere
Al 31 dicembre 2017 gli stranieri residenti nel comune erano 2 386, ovvero l'8,6% della popolazione. Di seguito sono riportati i gruppi più consistenti:
1. Romania 569
2. Moldavia 237
3. Albania 183
4. Ucraina 154
5. Marocco 139
6. Nigeria 124
7. Cina 102
8. Senegal 91
9. Bangladesh 72
10. Macedonia 71

## Cultura

### Istruzione
Sono presenti scuole dell'infanzia e primarie, due scuole secondarie di primo grado e un liceo con vari indirizzi.
Nel 1936 venne incaricata come direttrice del circolo didattico Marta Minerbi Ottolenghi nata a Quarto dei Mille e di origini ebraiche. Nel 1938 le leggi razziali fasciste la costrinsero alle dimissioni.
Tra le scuole paritarie tre scuole dell'infanzia e il Collegio salesiano Astori, attivo dal 1882 e comprensivo di tutti i gradi di istruzione.

### Eventi
Si svolge in giugno il Premio Giuseppe Berto.

### Cinema e teatro
Nel centro cittadino è presente il Cinema Teatro Busan, storico edificio risalente al 1910 intitolato al suo fondatore, monsignor Felice Busan.
Da sempre destinata alle attività culturali e sociali, la struttura è attualmente in funzione come cinema e teatro.

## Geografia antropica

### Urbanistica
Il ridimensionamento del settore agricolo degli ultimi decenni e le carenze insediative dei comuni limitrofi (primo fra tutti Venezia con Mestre), ha fatto sì che il capoluogo comunale risulti quasi completamente urbanizzato, assumendo una connotazione per lo più residenziale.
Il nucleo storico di Mogliano si era costituito sul crocevia segnato dal Terraglio, dalla strada per Scorzè (attuali vie Matteotti e Roma) e dalla strada per Casale (attuali vie don Bosco, Zermanesa, Olme, San Michele, Sant'Elena, Bonisiolo e Altinia). Qui si concentrarono le attività produttive e amministrative (locande e altri negozi, ma anche la caserma dei carabinieri e il municipio). Tra le prime direttive dell'espansione urbana, l'asse del Terraglio, specialmente nel tratto a sud del centro.
Le frazioni, invece, si sono sviluppate più tardivamente, con l'esaurimento delle aree edificabili nel capoluogo. Per questo motivo, mantengono ancora dei connotati spiccatamente rurali.

### Suddivisioni storiche

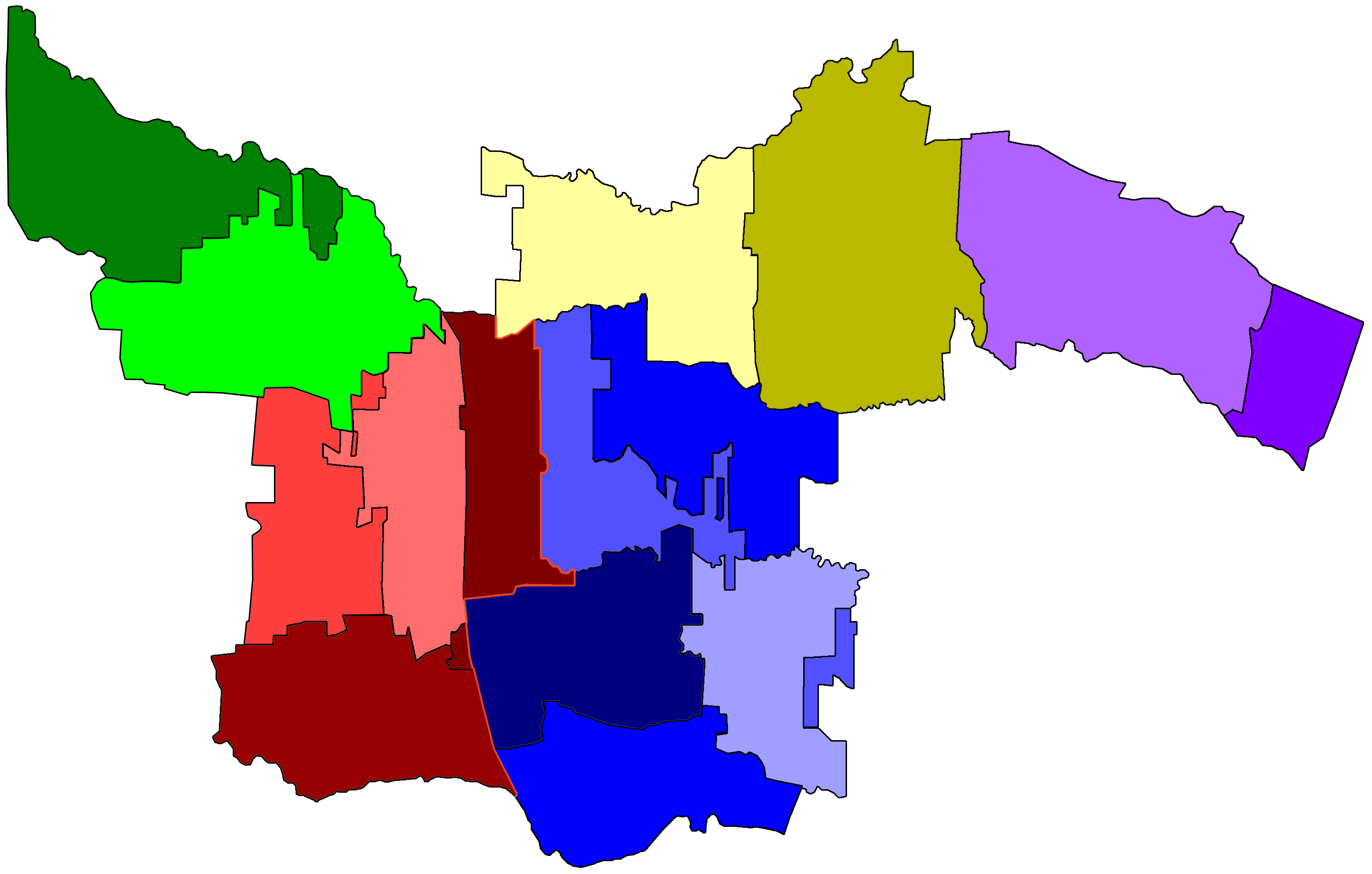
L'attuale territorio comunale organizzato negli antichi colmelli (1781).

Le ville di Mogliano, Campocroce, Zerman e Bonisiolo furono comprese nel territorio di Treviso per tutto il medioevo. Con l'avvento della Repubblica di Venezia, il territorio della Marca, essendo troppo vasto, fu suddiviso in più podesterie e, caso piuttosto singolare, la villa di Mogliano si trovò divisa a metà tra le podesterie di Treviso e di Mestre, seppur compresa in un'unica parrocchia. In particolare, a Treviso apparteneva la zona ad ovest del Terraglio e quella attorno alla pieve; a Mestre la zona ad est. Per quanto riguarda le attuali frazioni, Campocroce fu sottoposta a Treviso, Zerman e Bonisiolo a Mestre.
A loro volta, le ville erano divise in più comuni (località e villaggi minori).
Mogliano di Treviso era suddivisa in:
- Chiesa: attorno al duomo
- Ospedal: attorno all'Ospedale dei Battuti
- Valongo: la campagna all'estremità occidentale compresa grossomodo tra lo Zero e la Peseggiana; il toponimo si è evoluto più tardi in "Ghetto"[38]
- Marignan: l'attuale Marignana, a sud ovest[38]

Mogliano di Mestre era suddivisa in:
- Barbarossa: attorno all'attuale via Ronzinella[39]
- Macatrozi: l'attuale Mazzocco[40]
- Marocco: attorno all'attuale via Marocchesa
- Olme: la zona ad est del centro[38]
- Sopra Zero: a nord e a sud dello Zero, attorno alle attuali vie Torni e Cortellazzo[41].

### Suddivisioni amministrative
Benché la legge non preveda il decentramento amministrativo per comuni delle dimensioni di Mogliano, la città è comunque partita nelle seguenti Associazioni di Quartiere o di Frazione:
- quartiere 1 - Campocroce;
- quartiere 2 - Zerman;
- quartiere 3 - Bonisiolo;
- quartiere 4 - Mazzocco-Torni;
- quartiere 5 - Marocco;
- quartiere 6 - Ovest-Ghetto (ad ovest della ferrovia sino al confine con Scorzè);
- quartiere 7 - Centro-Nord (a nord della chiesa sino alle Olme);
- quartiere 8 - Centro-Sud (a sud della chiesa sino alla Ronzinella);
- quartiere 9 - Est (le nuove zone residenziali della periferia orientale).

Ciascuna associazione è costituito da un numero di consiglieri proporzionale a quello della popolazione residente. A capo del consiglio sta un presidente.

### Frazioni
Come riportato nello statuto comunale, è riconosciuto lo status di frazione agli abitati di Bonisiolo, Campocroce e Zerman.
- Bonisiolo - Piccolo centro rurale, affiancato da una zona industriale, si trova all'estremità nordorientale del territorio. Vi sorge un antico santuario mariano, in passato meta di pellegrinaggi assai frequentata.
- Campocroce - Nella zona nordoccidentale. Tra i monumenti notabili, diverse ville venete e l'ex filanda Motta, in passato uno dei più importanti centri dell'industria serica italiana.
- Zerman - Sorge a nordest del centro. Degni di nota i resti di alcuni affreschi che ornano la parrocchiale, un capitello e una villa, attribuiti al Veronese.

A queste tre borgate storiche si sono aggiunti i due quartieri di Marocco e Mazzocco, prodotti della recente espansione urbana. Pur costituendo due agglomerati distinti, di fatto appartengono al tradizionale territorio della frazione-capoluogo e sono per questo definiti "località".
- Marocco - Si trova all'estremità sud del territorio, estendendosi in parte nel comune di Venezia. Il centro è sorto in un'area rurale apprezzata in passato dai nobili veneziani, i quali vi hanno lasciato diverse ville.
- Mazzocco - Costituisce l'appendice orientale di Mogliano. Anche in questo caso, i monumenti di maggior interesse sono alcuni palazzi signorili.

#### Altre località del territorio
Oltre alle cinque località appena ricordate, vanno citati numerosi altri toponimi, sebbene molti siano ormai caduti in disuso.
- Ghetto - Localmente el Ghèto, è la zona rurale attorno al piccolo agglomerato di case a metà della via omonima (estremità ovest del comune). La località era anticamente detta Valle Longha, poi Valonga, Valongo, Valonghe e simili, stando ad indicare un'area depressa e paludosa. Più tardi si passò alla forma attuale attraverso la contrazione di Valonghetto, in quanto al toponimo si è sovrapposto il cognome dell'omonima famiglia Valongo, popolarmente soprannominata "Valonghetto"[42].
- Lazzaretto - In dialetto Łasaréto, si riferisce alla campagna di via Cortellazzo, all'estremità est del comune. In passato nota come San Paolo, assunse questa denominazione quando, durante la prima guerra mondiale, vi si allestì un piccolo ospedale per curare i militari colpiti da malattie infettive[43].
- Marignana - Indicherebbe la zona meridionale del comune ad ovest del Terraglio (compreso il quartiere attorno alla chiesa di Sant'Antonio), anche se oggi si preferisce estenderle, impropriamente, il toponimo Marocco. Venturini rimanda l'origine del nome ai veneziani Marini, proprietari di una villa nei dintorni (XVII secolo)[44], ma è probabilmente più antico essendo la regula Marignani attestata almeno dal 1315[45]. Secondo Antonio Niero, il toponimo richiama la villa Rimannorum citata nel 1146, un antico insediamento di arimanni ubicato in confinio Molianis[46].
- Olme - Ovvero łe Olme, rappresenta la zona ad est del centro, dove via Zermanesa (già via Olme) scavalca lo Zero. Prende il nome da un antico bosco di olmi.
- Ronzinella - Ła Ronzineła o Ronsineła, è la zona a sud della via omonima, nel tratto in cui questa si immette nel Terraglio. Delle varie ipotesi, la più accreditata la collega alla famiglia dei Roncinelli, attestata nel medioevo. Per "Ronzinella Seconda" si intende, popolarmente, l'attuale via Gioberti.
- Torni - Localmente i Torni. Ad est del centro, lungo l'omonima strada che conduce a Marcon. Il toponimo trae origine dalla nobile famiglia Battistiol Torni che possedeva la villa attuale sede dell'istituto Gris.

A queste si aggiungono le denominazioni dei quartieri più recenti: il Villaggio San Marco (alla Ronzinella), il Villaggio dei Fiori (quartiere di villette compreso tra la Fossa Storta e via Ronzinella), la zona PEEP, a est del centro, e la zona SIF, a sudest, concludendo con le zone industriali ex SAPIM e SPZ. Non sono citate le varie località comprese nel territorio delle frazioni.

### Parrocchie
Nel territorio di Mogliano hanno sede nove parrocchie, comprese nella diocesi di Treviso e nel vicariato di Mogliano:
- Santa Maria Assunta, duomo arcipretale;
- Zerman (Sant'Elena imperatrice);
- Bonisiolo (Sant'Andrea apostolo);
- Sacro Cuore (Sacro Cuore di Gesù, ovest);
- San Carlo (San Carlo vescovo, est);
- Mazzocco (Cuore Immacolato di Maria);
- Ronzinella (San Marco evangelista);
- Campocroce (Santi Teonisto e Compagni martiri);
- Sant'Antonio (Sant'Antonio di Padova, Marocco).

## Economia

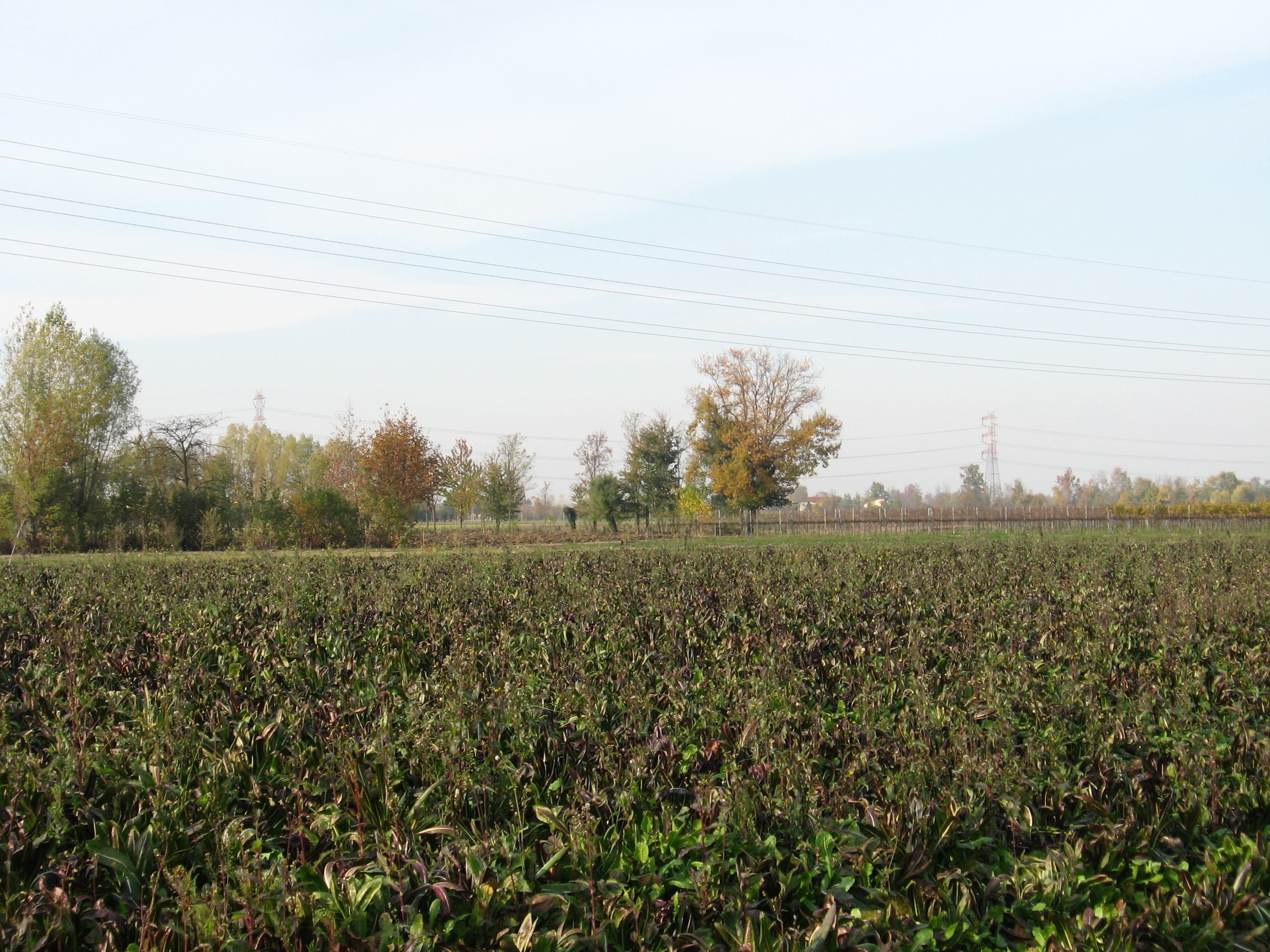
Coltivazioni di radicchio.

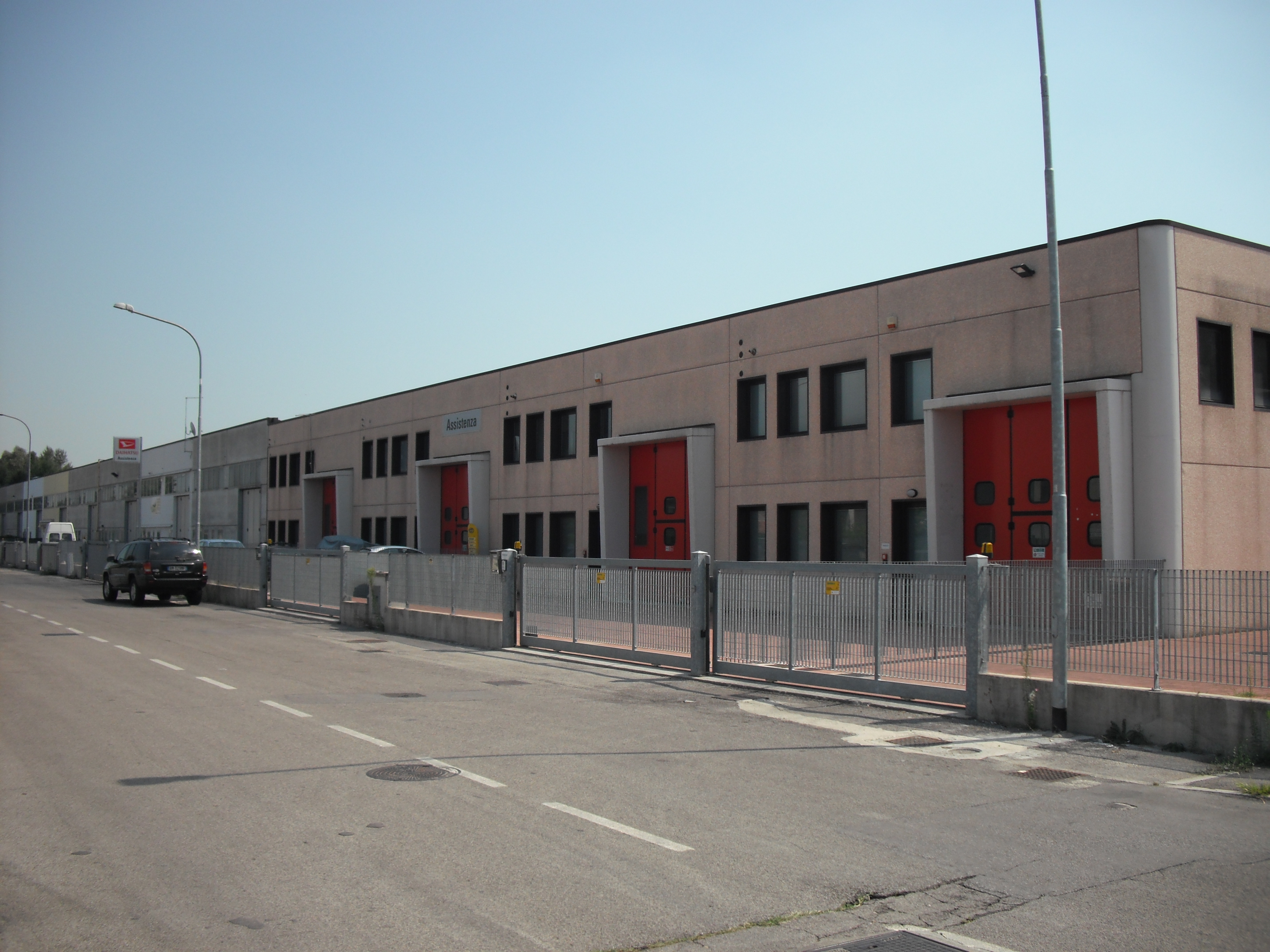
Una strada della zona ex SAPIM.

L'economia moglianese si basa su 1.933 imprese attive, distribuite prevalentemente nel commercio al dettaglio e all'ingrosso (28,3%), nelle attività immobiliari, di noleggio, informatica e ricerca (16,1%), nelle costruzioni (15,6%), nell'agricoltura (13,2%) e nelle attività manifatturiere (11,1%).
Sono inoltre presenti 298 esercizi di commercio in sede fissa con una superficie di vendita totale di 30.911 m2, dei quali 42 (1.702 m2) sono destinati alla vendita del settore alimentare.
La produzione agricola rispecchia quella di tutta la zona: a mais, grano tenero e foraggere si aggiungono alcune colture tipiche quali il radicchio rosso di Treviso, il radicchio variegato di Castelfranco e l'asparago bianco di Badoere. Notevole è anche l'attività vivaistica.
Per quanto riguarda l'allevamento, il V censimento dell'Agricoltura condotto dall'ISTAT nel 2000 rilevava 379 aziende agricole con allevamenti su un totale di 667. I capi erano 120.406, ripartiti tra bovini (2.086), suini (8.231), caprini (46), equini (307) e avicoli (109.736). In passato Mogliano era anche nota per la presenza della centrale del Latte Bianchi, marchio acquisito nel giugno 2000 dalla Granarolo. Nel 1999 l'azienda aveva prodotto un fatturato di quasi 19 miliardi di lire, pari a circa l'8% dell'intero mercato veneto.
Le industrie si concentrano soprattutto in due aree produttive, l'una posta a Bonisiolo (zona industriale S.P.Z.), l'altra a sud-ovest del centro (zona artigianale ex SAPIM).
La vicinanza ad alcuni importanti poli di attrazione, primo fra tutti il centro storico di Venezia, ha fatto di Mogliano il secondo comune della provincia, dopo Treviso, per quanto riguarda l'economia turistica: nel 2008 si sono contati 62.514 presenze (di cui 37.233 stranieri) e 128.524 arrivi (di cui 74.392 stranieri).
Tra le strutture più rilevanti, va citata, nella frazione Marocco, la sede della direzione per l'Italia delle Assicurazioni Generali. In cambio delle concessioni per edificare il vasto complesso, la compagnia ha costruito a sue spese lo stadio comunale.
La raccolta dei rifiuti urbani e il servizio idrico sono effettuati da Veritas.
Infine, un cenno sull'accesso pubblico ad Internet, che a Mogliano è giunto nel 1996.

## Infrastrutture e trasporti
Mogliano sorge in un'ottima posizione per quanto riguarda i trasporti e le vie di comunicazione: posta praticamente a metà strada tra Venezia (con Mestre) e Treviso, è coinvolta nel fitto sistema di infrastrutture che toccano questi centri.

### Strade
Storicamente, la più importante via di comunicazione della città è il Terraglio, denominazione locale della SS13 "Pontebbana". La strada attraversa proprio il centro del paese in direzione sud-nord e lo mette in diretta comunicazione con Mestre e Treviso. Alle consuete problematiche legate all'intenso traffico si sta ovviando con la realizzazione di alcune bretelle che deviino il flusso automobilistico dal centro storico. Resta invece la questione della prostituzione lungo la strada, nonostante le misure prese sia a livello locale che nazionale.
Mogliano è una località cruciale per quanto riguarda i collegamenti autostradali: tra Zerman e Bonisiolo convergono infatti l'A4 Torino-Trieste (il noto passante di Mestre) e l'A27 Mestre-Belluno. Appena oltre i confini comunali transita l'A57 (tangenziale di Mestre).
Una certa importanza hanno anche le strade provinciali:
- SP64 "Zermanesa": attraversa il comune per tutta la sua larghezza. Proviene infatti da Sant'Andrea di Barbarana (presso San Biagio di Callalta) e, dopo aver attraversato Monastier di Treviso, Roncade e Casale sul Sile, raggiunge Zerman, transita per il centro di Mogliano e, entrata in provincia di Venezia, diviene la SP39 "Moglianese" diretta a Scorzè
- SP65 "di Zero": dal Terraglio raggiunge Zero Branco passando per il centro di Campocroce
- SP106 "Ovest Terraglio": alternativa al più trafficato Terraglio, inizia dalla SP64 nella periferia ovest del comune per raggiungere Treviso (loc. Sant'Angelo)
- SP107 "Est Terraglio": come la precedente, si dirama dalla SP64 (ma all'altezza di Zerman) e procede parallelamente al Terraglio sino a Treviso.

### Ferrovie

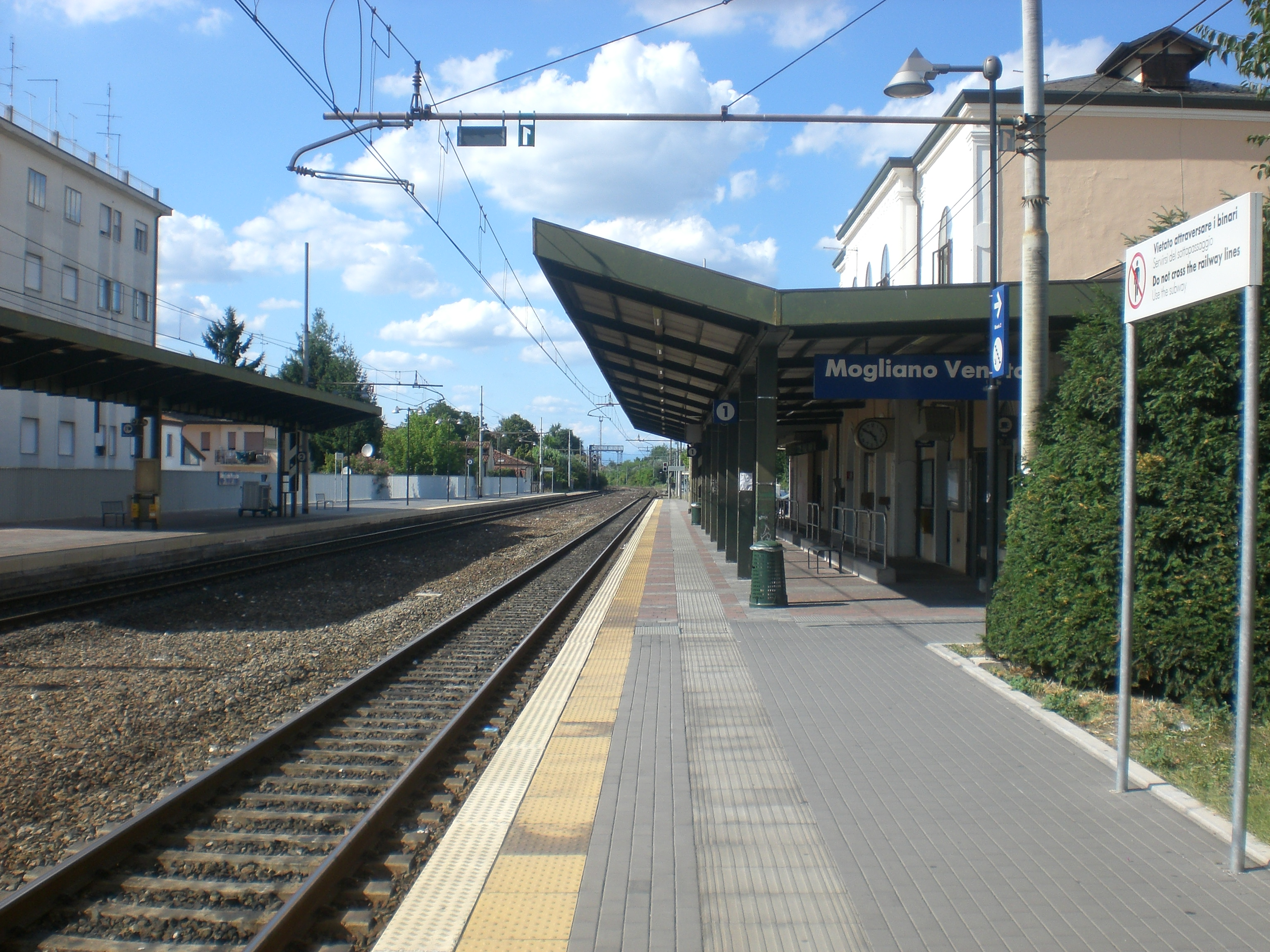
La stazione ferroviaria.

A Mogliano si trova anche una stazione ferroviaria, realizzata sulla linea Venezia-Udine sin dal momento della sua inaugurazione a metà Ottocento. Risulta particolarmente frequentata in quanto il treno resta uno dei mezzi più comodi per raggiungere rapidamente Mestre e Venezia da una parte e Treviso, Udine, Belluno e Calalzo dall'altra.
Nell'ambito del Sistema Ferroviario Metropolitano Regionale è prevista anche una nuova stazione a Marocco, nel territorio comunale di Venezia.

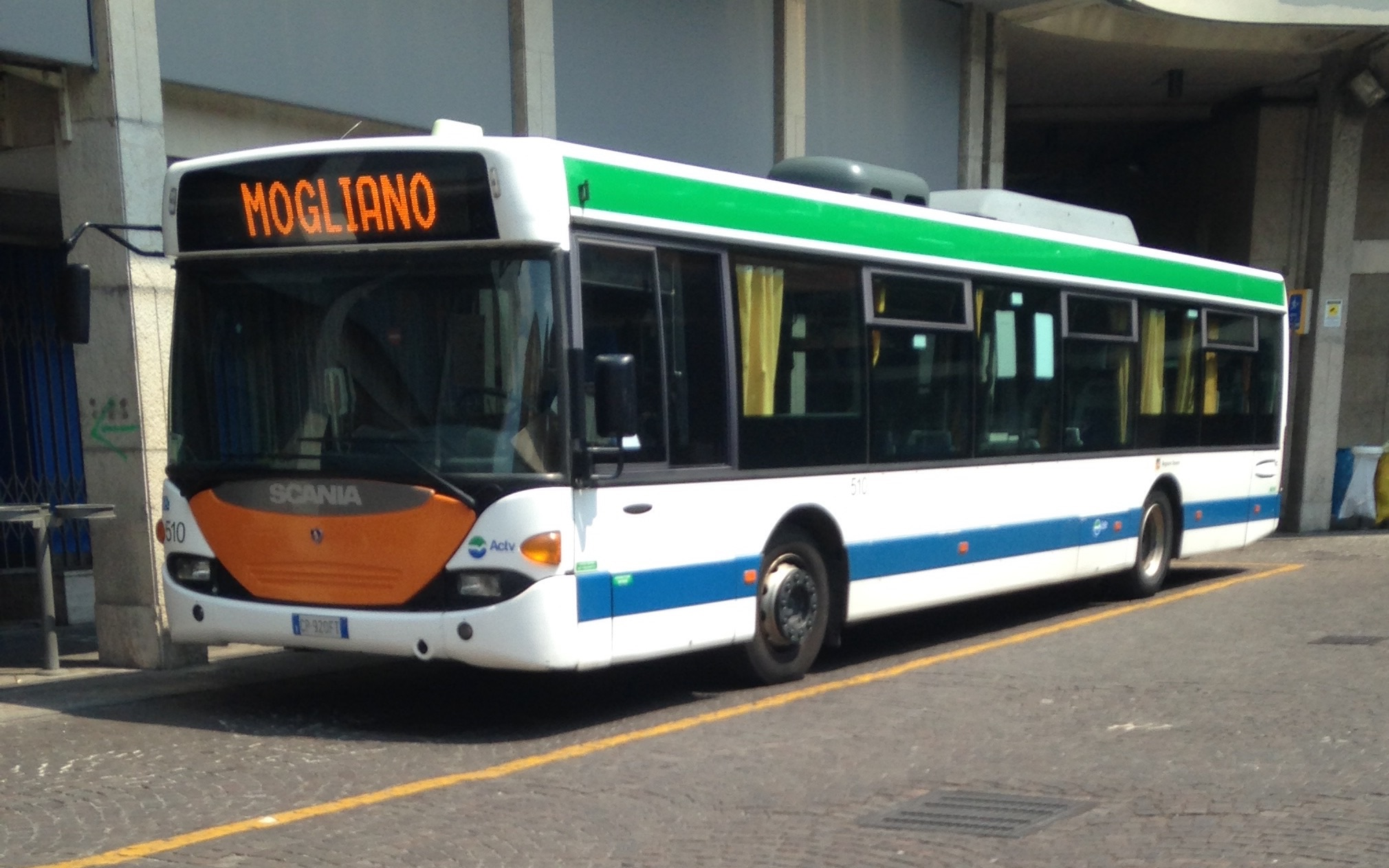
Autobus ACTV diretto a Mogliano.

### Aeroporti
L'uscita sull'autostrada A27 permette di raggiungere con facilità l'Aeroporto di Venezia-Tessera. Non dista molto nemmeno l'Aeroporto di Treviso-Sant'Angelo.

### Mobilità urbana
Mogliano è collegata a tutti i centri limitrofi tramite gli autobus extraurbani della MOM e dell'ACTV.
La linea più importante è la linea 8E che collega Treviso (dove effettua maggiormente capolinea) a Mestre Centro passando per il Terraglio, e alla mattina si estende fino a Venezia.
L'azienda privata Brusutti gestisce delle linee di collegamento tra Venezia e alcune località dolomitiche (Agordino, Primiero, Canazei) con fermate anche a Mogliano.

## Amministrazione

### Sindaci dal 1866 al 1946
| Periodo  | Periodo  | Primo cittadino              | Partito | Carica      | Note   |
| -------- | -------- | ---------------------------- | ------- | ----------- | ------ |
| 1866     | 1872     | Giuseppe Boldini             |         | Sindaco     |        |
| 1872     | 1874     | Luigi Rosada                 |         | Sindaco     |        |
| 1875     | 1878     | Girolamo Bianchi             |         | Sindaco     |        |
| 1878     | 1886     | Costante Gris                |         | Sindaco     |        |
| 1888     | 1892     | Pietro Motta                 |         | Sindaco     |        |
| 1893     | 1902     | Alessandro Tornielli         |         | Sindaco     |        |
| 1903     | 1910     | Andrea Marcello              |         | Sindaco     |        |
| 1910     | 1911     | Pietro Motta                 |         | Sindaco     |        |
| 1911     | 1917     | Arcibaldo Tornielli Trevisan |         | Sindaco     |        |
| 1917     | 1918     | Gio.Batta Priuli Bon         |         | Comm. pref. |        |
| 1918     | 1920     | Giuseppe Marcello            |         | Sindaco     |        |
| 1920     | 1922     | Giuseppe Gomiero             |         | Sindaco     |        |
| 1923     | 1926     | Pietro Motta, jr.            |         | Sindaco     |        |
| 1927     | 1929     | Pietro Motta, jr.            |         | Podestà     |        |
| 1929     | 1931     | Giuseppe Bonaventura         |         | Podestà     |        |
| 1931     | 1934     | Giovanni Marcello            |         | Podestà     |        |
| 1934     | 1936     | Enea Cenacchi                |         | Podestà     |        |
| 1937     | 1938     | Edoardo Chiozzi              |         | Podestà     |        |
| 1939     | 1943     | Alberto Zuliani              |         | Podestà     |        |
| 1943     | 1943     | Antonio Zefferino            |         | Comm. pref. |        |
| 1944     | 1944     | Gioacchino Boglich           |         | Comm. pref. |        |
| 1944     | 4/5/1945 | Alberto Zuliani              |         | Comm. pref. |        |
| 4/5/1945 | 4/5/1945 | Vittorio Mosca               |         | Sindaco     | [ 54 ] |
| 4/5/1945 | 8/9/1945 | Armando Visentin             |         | Sindaco     | [ 54 ] |
| 8/91945  | 7/4/1946 | Luigi Visentin               |         | Sindaco     | [ 54 ] |

### Sindaci dal 1946
| Nominativo                                           | Nominativo                                        | Partito / Coalizione                              | Periodo                                           | Elezione                                          |
| Sindaci eletti dal Consiglio comunale (1946-1995)    | Sindaci eletti dal Consiglio comunale (1946-1995) | Sindaci eletti dal Consiglio comunale (1946-1995) | Sindaci eletti dal Consiglio comunale (1946-1995) | Sindaci eletti dal Consiglio comunale (1946-1995) |
| ---------------------------------------------------- | ------------------------------------------------- | ------------------------------------------------- | ------------------------------------------------- | ------------------------------------------------- |
|                                                      | Luigi Busato                                      | Partito Comunista Italiano                        | 1946                                              | 1946                                              |
|                                                      | Giuseppe Gomiero                                  | Partito Comunista Italiano                        | 1946-1947                                         | (1946)                                            |
|                                                      | Alberto Sembiante                                 | Partito Socialista Italiano                       | 1947-1951                                         | (1946)                                            |
|                                                      | Bruno Marton                                      | Democrazia Cristiana                              | 1951-1956                                         | 1951                                              |
|                                                      | Pasquale Possamai                                 | Democrazia Cristiana                              | 1956                                              | 1956                                              |
|                                                      | Vittorio Zanardo                                  | Democrazia Cristiana                              | 1956-1960                                         | (1956)                                            |
|                                                      | Giuseppe Marton                                   | Democrazia Cristiana                              | 1960-1975                                         | 1960                                              |
| 1964                                                 | Giuseppe Marton                                   | Democrazia Cristiana                              | 1960-1975                                         |                                                   |
| 1970                                                 | Giuseppe Marton                                   | Democrazia Cristiana                              | 1960-1975                                         |                                                   |
|                                                      | Cora Bellio                                       | Democrazia Cristiana                              | 1975-1977                                         | 1975                                              |
|                                                      | Ugo Bugin                                         | Partito Comunista Italiano                        | 1977-1985                                         | (1975)                                            |
| 1980                                                 | Ugo Bugin                                         | Partito Comunista Italiano                        | 1977-1985                                         |                                                   |
|                                                      | Corrado Tegon                                     | Partito Socialista Italiano                       | 1985-1990                                         | 1985                                              |
| 1990                                                 | Corrado Tegon                                     | Partito Socialista Italiano                       | 1985-1990                                         |                                                   |
|                                                      | Agostino Zanardo                                  | Democrazia Cristiana                              | 1990-1992                                         | (1990)                                            |
|                                                      | Diego Bottacin                                    | Federazione dei Verdi                             | 1992-1995                                         | (1990)                                            |
| Sindaci eletti direttamente dai cittadini (dal 1995) |                                                   |                                                   |                                                   |                                                   |
|                                                      | Diego Bottacin                                    | Sinistra                                          | 1995-1996                                         | 1995                                              |
|                                                      | Angelo Sabatini (Commiss. prefettizio)            | -                                                 | 1996                                              | -                                                 |
|                                                      | Diego Bottacin                                    | Liste civiche - PSI - PRI - FdV                   | 1996-2005                                         | 1996                                              |
| 2001                                                 | Diego Bottacin                                    | Liste civiche - PSI - PRI - FdV                   | 1996-2005                                         |                                                   |
|                                                      | Fabio Milani (Vicesindaco f.f.)                   | Centro-sinistra                                   | 2005-2006                                         | (2001)                                            |
|                                                      | Giovanni Azzolini                                 | Centro-sinistra                                   | 2006-2008                                         | 2006                                              |
|                                                      | Michele Antonio Campanaro (Commiss. prefettizio)  | -                                                 | 2008-2009                                         | -                                                 |
|                                                      | Giovanni Azzolini                                 | Lega Nord - LV                                    | 2009-2014                                         | 2009                                              |
|                                                      | Carola Arena                                      | Centro-sinistra                                   | 2014-2019                                         | 2014                                              |
|                                                      | Davide Bortolato                                  | Centro-destra                                     | 2019-in carica                                    | 2019                                              |
| 2024                                                 | Davide Bortolato                                  | Centro-destra                                     | 2019-in carica                                    |                                                   |

### Gemellaggi
- Ricadi, dal 1986
- Lisieux, dal 2012
- Mostar

## Sport

### Società sportive
Nell'ambito sportivo moglianese il ruolo principale è occupato dal rugby a 15: la squadra del Mogliano Rugby 1969, rinata nel 2009 dopo la parentesi dell'unione tra Mogliano e Rugby Silea (che nel 2004 avevano dato vita al "San Marco Rugby Club"), partecipa infatti dal 2010 al massimo campionato nazionale di rugby. Nel 2013 la squadra ha conquistato anche il suo primo storico scudetto, vincendo la finale di campionato contro I Cavalieri di Prato. Nel corso della sua storia la Società aveva già disputato, negli anni ottanta, due campionati nella massima serie nazionale.
La principale squadra di calcio della città è la F.C. Union Pro. Nata nel 2012 dalla fusione tra la Pro Mogliano Calcio (fondata nel 1928, vanta quattro stagioni in serie C negli anni '40) e l'Union Preganziol, nel campionato 2014-2015 ha giocato in Serie D. Si è poi trasferita a Mestre, diventando A.C. Mestre, mentre a Mogliano è subentrata la nuova FC Union Pro, già Mestrina 1929 F.C., che a partire dalla stagione 2015-2016 gioca nel campionato di Eccellenza.
Un profilo rilevante nello sport moglianese ha anche la Polisportiva Mogliano. I migliori risultati della società sono stati raccolti nella pallavolo con la partecipazione della squadra femminile alla Serie A2 italiana 1992-1993 e quella della squadra maschile alla serie B1. Storicamente importante anche la pallacanestro, mentre l'attività emergente sotto la guida dell'ex mezzofondista Faouzi Lahbi è l'atletica leggera.

### Impianti sportivi
La città ospita due stadi principali: per il calcio e l'atletica leggera il polivalente stadio comunale di Mogliano Veneto, per il rugby lo stadio Maurizio Quaggia. Non mancano i campi da tennis di via Colelli.